# Африканская мифология

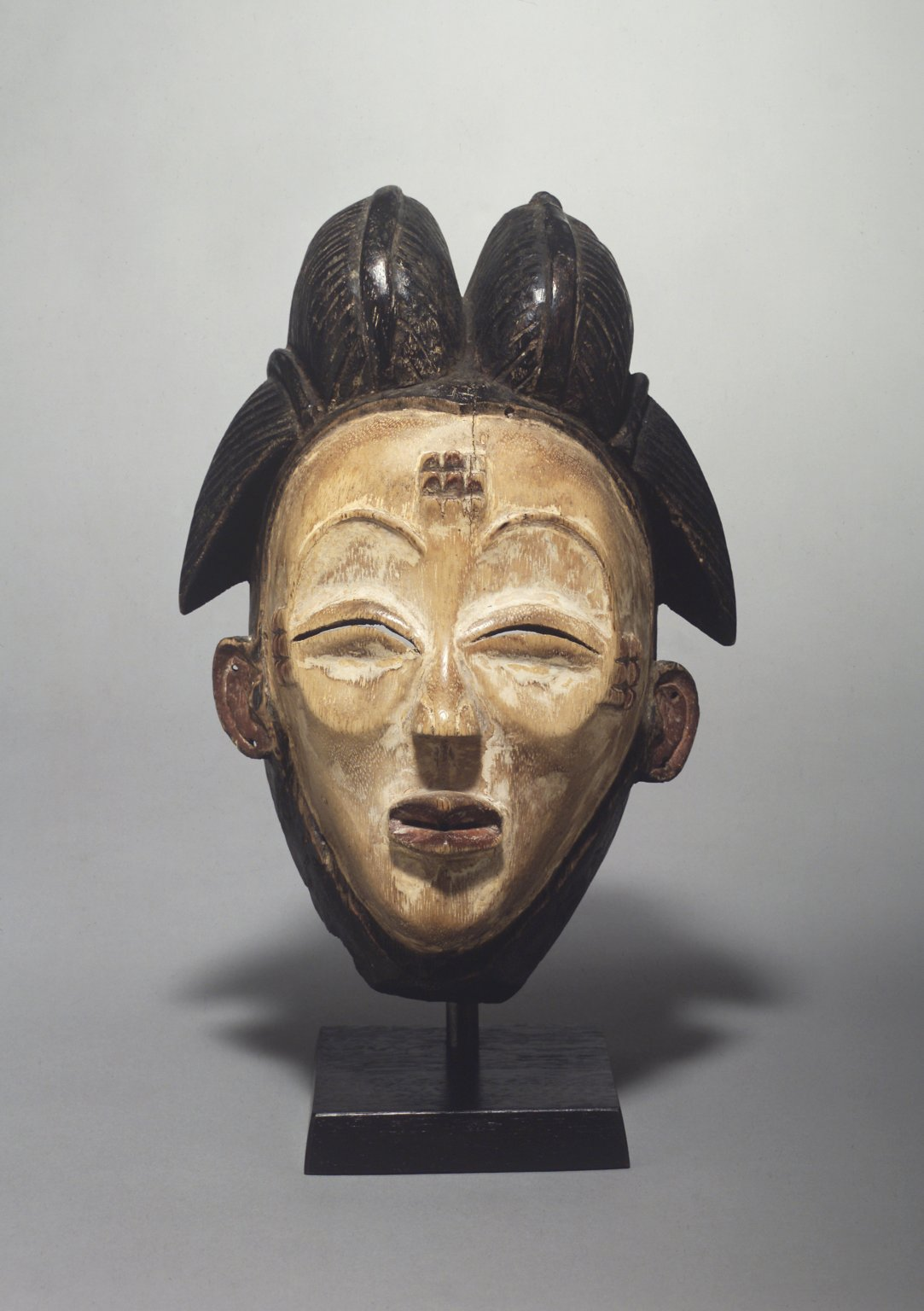
Маска (окуи)

Африка́нская мифоло́гия — это мифология африканского региона, а точнее — негроидных и других народов, живущих к югу от Сахары, — не считая арабских народов, которые пришли с Аравийского полуострова на африканский континент, хотя арабская культура и ислам повлияли на соседние африканские народы.
Часто, у различных африканских народов, существуют разные версии одного и того же мифа, — поэтому, по мнению некоторых филологов (Элис Вернер и другие), Африканский континент достаточно однороден и их мифологии можно рассматривать обобщённо.
Основные африканские верования — монотеистические. Особое место в различных религиозных представлениях и верованиях африканцев занимает мир духов, привидений и демонов.
Африканские мифы дошли до наших времён, преимущественно, в виде устных преданий, — которые, в основном, были записаны в XIX и начале XX века, исследователями-африканистами. Нередко в них можно встретить сугубо христианские или мусульманские элементы, которые тесно переплелись с традиционными африканскими верованиями.

## Космогонические, теогоничные и антропологические мифы

### Понятие верховного божества в мифах Африки

#### Создание мира
Часто верховное божество в мифах африканских народов не является творцом мира. Чаще, о мире говорится как будто он уже существовал, а первые люди — спускаются с неба, приходят из каких-то других земель, или будто «появляются сами собой».

Раньше — принято было считать, что концепция верховного божества у народов Африки не существовала, а существующие в настоящее время — видоизменённые (благодаря христианским миссионерам и влиянию ислама на некоторые народы). Вот что пишет Вернер, в своей книге:
Майор Элай (узнав, что на территории Золотого Берега используется имя «Ньянкупонг») справедливо предположил, что оно принадлежит высшей сущности, — но сделал вывод, что на самом деле это был бог, заимствованный у европейцев и лишь немного изменивший внешность.
Однако, Роберт Сатерленд Раттрей, наоборот, «абсолютно убеждён», что это так, — поскольку имя это встречается в поговорках «известных старикам народа ашанти, и почти совершенно неизвестно молодым ашанти и цивилизованному обществу».

#### Место бога в мире
Чаще африканцы верят, что верховное божество находится на небе или же символизирует его, отождествляется с ним. Существует много легенд о том, как верховное божество покинуло землю и отправилось на небо.

##### Оньянкопонга (Ньянкупонг)
У народа ашанти (Кот-д’Ивуар) есть миф о верховном божестве, Оньянкопонга, который жил рядом с людьми, над землёй. Одна старая женщина часто готовила себе фуфу (толчёный ямс) и толкушкой попадала в Оньянкопонга; когда же чаша его терпения переполнилась, он с упрёком спросил у женщины: почему она постоянно толкает его? — и, разгневанный, решил уйти на небо, оставив людей без своей милости. Тогда женщина велела всем своим детям собрать ступки, которые только у них есть и поставить друг на друга, чтобы можно было добраться до неба. Когда дети это сделали, то оказалось, что им не хватает ещё одной ступки, чтобы добраться до неба. Старуха велела взять ступу, которая была снизу чтобы поставить её сверху. И вот когда её дети это сделали, все ступки попадали на землю и убили множество людей . В других племенах Западной Африки это божество называется «Ньянкупонг».

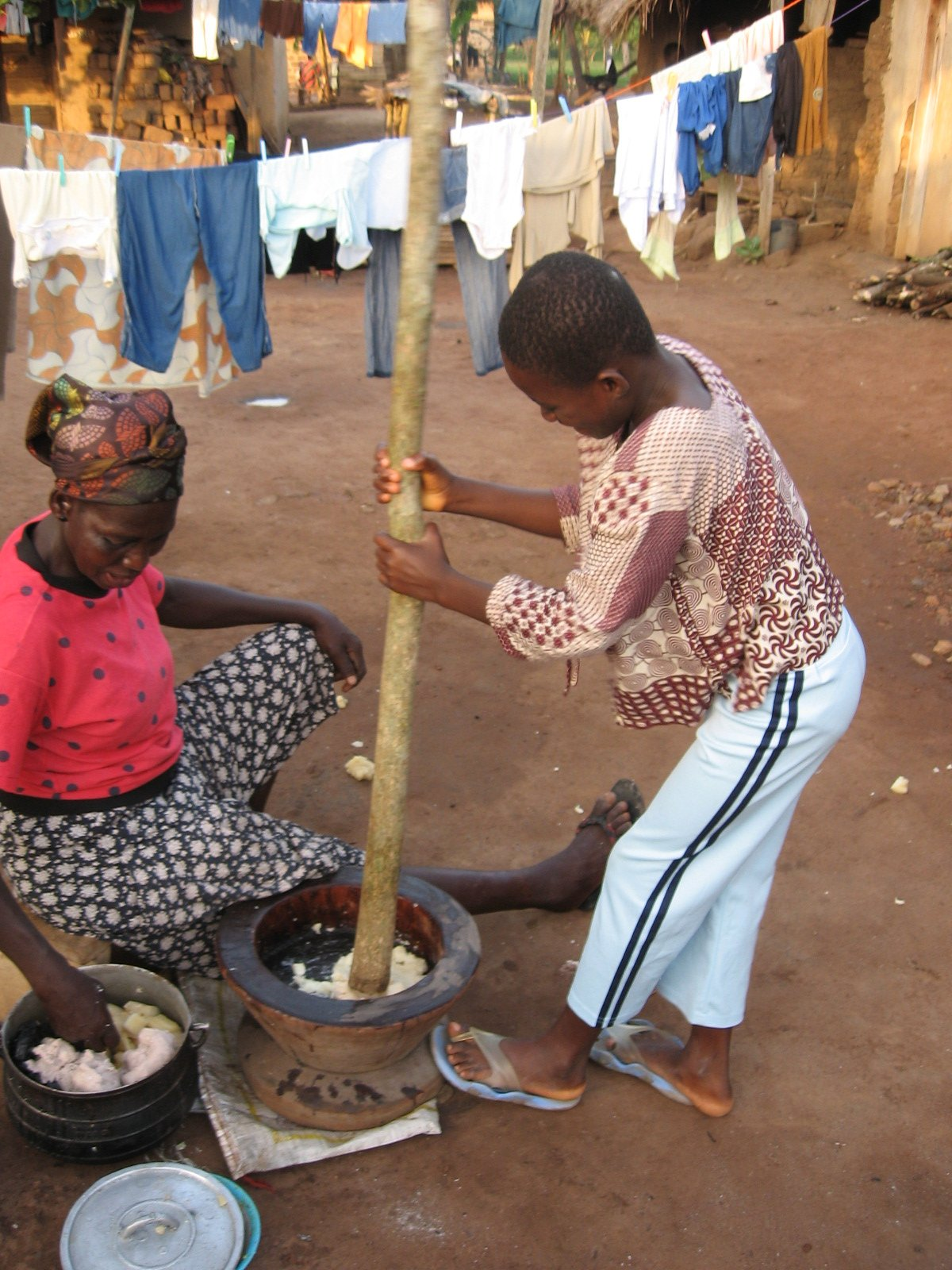
Приготовление фуфу в ступке с помощью толкушки

##### Бумба
У племён бушонго (Намибия) верховное божество называется Бумба. Он создал мир, назначил тотемы и вождей для племён и отправился после этого на небо через «страх перед людьми» и теперь выражает иногда свою волю только в снах и видениях.
О создании им мира, бушонго рассказывают: однажды, когда ещё земля была под водой, Бумба почувствовал боль в животе и изрыгнул из себя Солнце, Луну и звёзды. Солнечные лучи осушили избыток воды и таким образом появилась суша. Затем Бумба создал 8 живых существ — леопарда, орла, крокодила, маленькую рыбку, черепаху, пантеру, белую цаплю, жука и козла. От крокодила — в мире появились пресмыкающиеся; от рыбы — другие виды рыб; от жука — насекомые; от цапли — птицы; от козла — рогатые животные. У Бумба ещё было три сына. Старший создал термитов, средний — растения, а младший — коршуна .

##### Мулунгу
Среди многих африканских племён (в первую очередь — яо (ваяо), ньянджа (Восточная Африка) и других), распространённое имя верховного бога — «Мулунгу»; также, ассоциируется с небом. Это имя вытеснило собой полностью или частично другие имена верховного божества, вроде: «Мпамбе», «Чиута», «Леза» .
Есть миф, что Хамелеон имел обыкновение ставить ловушки для рыбы. Однажды, он увидел в своей ловушке людей — и привёл их к Мулунгу. Тот очень удивился, увидев похожих на себя существ.
Мулунгу, как утверждают мифы, тоже ушёл на небо, когда люди начали убивать животных и жечь леса; помог ему в этом Паук, что спустил свою паутину с дерева. Подобный миф есть и у племени субийя (Замбия): главный бог, «Леза», вознёсся на небо на паутине, но его поступок ничем не был мотивирован, а когда люди полезли за богом на небо, то паутина порвалась и люди упали на землю .

### Появление человека в мифах

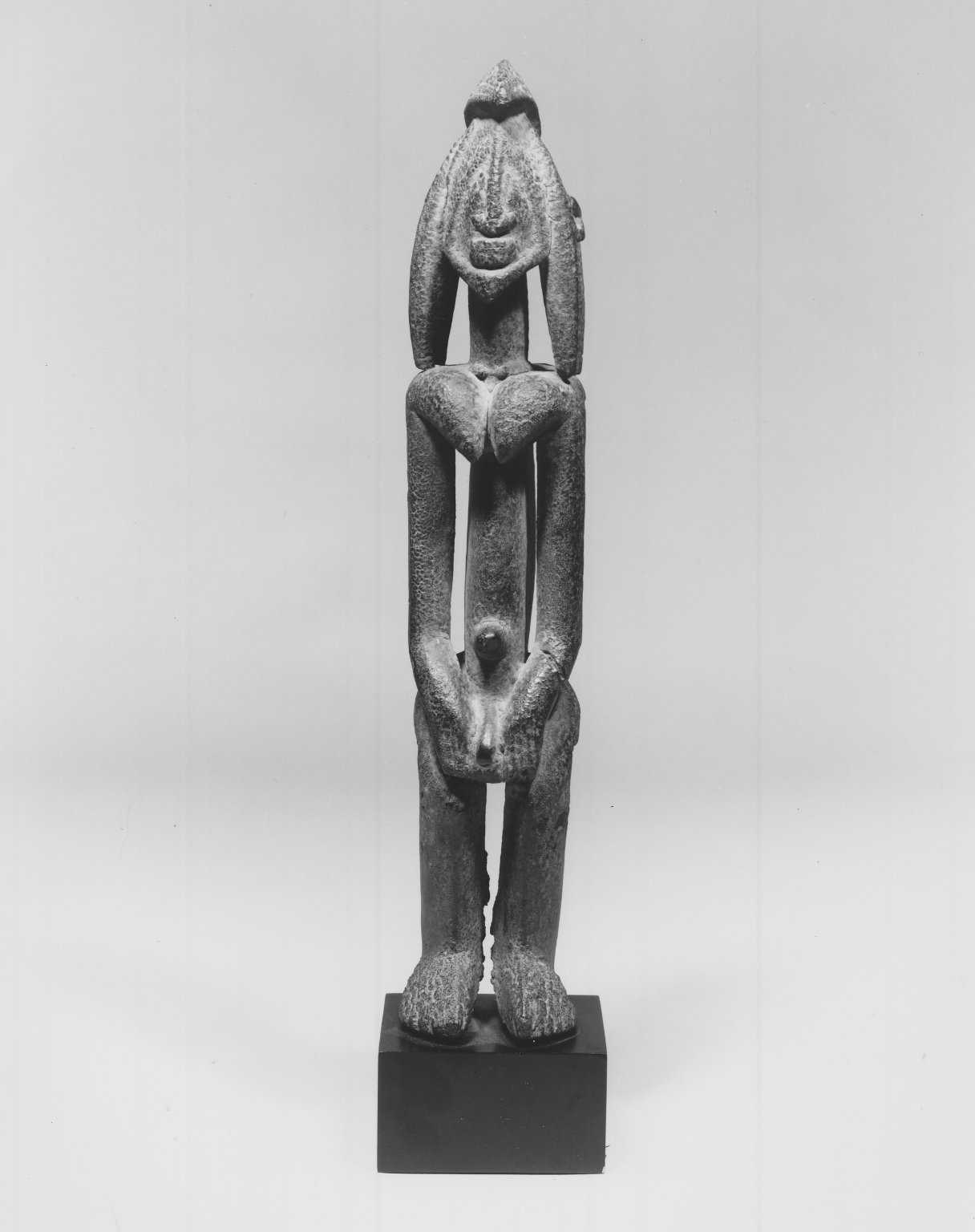
Статуя Номмо — творца жизни в мифологии догонов

У зулусов (Южная Африка) имя «Ункулункулу» означает «Бестелесная Сила»; что-то вроде Мулунгу. Ункулункулу — первый человек, один из духов предков (амадлози). У бапеди и бавенда (проживающих на территории бывшей провинции Трансвааль) есть божество, что тоже является первым человеком — Рибимби. Его сын, — Худжана, — является творцом мира.

##### Тростник
Ункулунку — один из первых, кто появился из тростника.
Во многих африканских мифах существует вера в то, что первые люди появились из тростника. У народа тонга (Замбия, Зимбабве) есть разные версии этого мифа: по одним из них, люди из разных племён появились из различных видов тростника; в других — из трости вышли первые мужчина и женщина, когда трость лопнул .

##### Священное дерево
Гереро (Ангола, Намибия) верят, что их предки возникли из священного дерева, которое они называют «Омумборомбонга», а ботанинки его классифицируют, как комбретум. Это дерево якобы растёт в Каоковельда южнее реки Кунене. Гереро преподносят дереву зелёные ветки, почтительно кланяются ему и говорят с ним, сами себе отвечая.

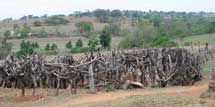
Южно-африканский крааль для рогатого скота (фото сделано Ричардом Джонсом)

#### Доробо и масаи

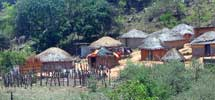
Южно-африканский крааль с загоном для рогатого скота на переднем плане (фото сделано Ричардом Джонсом)

Во многих восточно-африканских народах очень подобные легенды. Например масаи (Кения) утверждают, что когда Бог (Нгаи) появился, чтобы подготовить мир для заселения его людьми, он обнаружил здесь Доробо, слониху и змею. Доробо (Кения) — это племя охотников. Поэтому Э. Вернер делает предположение, что доробо были коренным населением нынешних земель масаи .
Впоследствии доробо завёл себе корову, а позже поссорился со змеёй. И вот однажды он её убил палкой; когда слониха начала спрашивать: куда делась змея? — тот заверил, что ничего не знает. Прошло какое-то время и слониха привела слонёнка. Но потом доробо разгневался на слониху, что та замутила воду в озере, когда он привёл свою корову на водопой, — и убил её. Слонёнок, сиротливо, пошёл вон из тех земель и встретил как-то одного из масаи и рассказал всё, что с ним случилось. Масаи был настолько впечатлён, что захотел сам увидеть доробо.
Он увидел, что дом доробо был перевёрнут Нгаи — дверью неба. Бог призвал доробо и сказал, чтобы тот завтра пришёл к нему, потому что он должен что-то сказать. Масаи это услышал и, на следующий день, пришёл к Нгаи ранее доробо — и выдал себя за последнего. Бог велел масаи построить большой крааль для скота, а затем — найти телёнка в лесу, привести его домой, убить и сжечь; после этого он должен уйти в свою хижину и ничего не бояться. Масаи сделал всё, как ему велел бог, и стал ждать в своей хижине, — как вдруг грянул гром, а по верёвке из кожи, с неба, начал спускаться скот… Впоследствии, крааль заполнился и казалось, что он скоро сломается; тогда масаи закричал и выбежал из хижины. Когда он вернулся, то увидел, что верёвка обрезана, а скот больше не спускается. Нгаи заявил, что если бы масаи не закричал, то получил бы ещё больше скота.

#### Появление с неба
Как упоминалось выше, существует много легенд о том, что люди спустились с неба.
Оромо (Уганда) утверждают, что их предок («Ута Лафико») сделал именно так. Подобного рода верования — в баганда (Уганда), которые считают, что первый человек («Кинту») спустился на землю с неба; однако божества неба (а точнее, дети Неба — «Гулу»), как оказалось впоследствии, ничего о нём не знают. Дочь Неба («Намбу») решает выйти замуж за Кинту; её братья и отец были против этого бракосочетания, поэтому они решают испытать Кинто различными испытаниями, — но, каким-то чудом, ему удавалось каждый раз справляться со всеми задачами
В вакулуве считают, что первая пара людей спустилась с неба. «Нгулве» (местный вариант Мулунгу) заставил ребёнка (Канга Масала), находившегося в колене женщины, выйти наружу.
Племя хуту (тутси), что в Руанде, называет первого человека «Луганза». Он спустился с неба вместе со своей женой — и там, где они впервые коснулись земли, остались их следы.
Племя Буу (Покомо) считает своим родоначальником «Вере», который просто появился на незаселённых землях. Вере долго странствовал, питался фруктами с деревьев и сырой рыбой, не зная огня. Через два года странствий он встретил охотника из племени васанье (коренное население тех земель) по имени Мицоцозини, который научил его добывать огонь и готовить на нём пищу .

## Анимистические мифы и версии происхождения смерти

#### Миф о состязании
Наиболее часто встречаются различные версии о появлении смерти на земле через «состязание».
Некое божество колеблется: умеют умирать люди или нет? — и чтобы решить эту дилемму, он посылает к людям двух посланцев:
1. Обычно, хамелеон — с хорошей для человечества вестью: «люди не будут умирать» (или «люди будут умирать, но потом снова будут оживать»). Несмотря на то, что ему давали фору (отправляли первым, посылали второго посланника, когда он уже прошёл половину пути), — он всё равно приходил последним, потому что, по разным причинам, задерживался в пути. До сих пор у некоторых африканских народов есть традиция травить хамелеона, засовывая ему табак в рот, приговаривая при этом: «Ты пялился дорогой вместо того, чтобы поспешить и прийти к нам первым» [11];
2. Обычно, ящерица (субийя, зулу и другие) или саламандра (дуала, баквири [12]) — с сообщением: «люди будут умирать». У разных народов в историях о смерти фигурируют различные виды ящериц. Ящериц также недолюбливают; например, бушмены съедают любую ящерицу, которую поймают. В Восточной Африке есть разновидность маленькой полосатой ящерицы: живёт в домах людей, её называют «мджуси кафиров» («ящерицы-язычники»). Мусульмане восточноафриканских стран утверждают, что уничтожение этих существ — святая обязанность каждого правоверного; согласно легенде, когда пророка Мухаммеда некий царь хотел сжечь на костре — мджуси кафиров уселся рядом и стал раздувать пламя [13].

#### Миф о перенаселённости
Существует вариант истории о происхождении смерти в племени амакоса (Южно-Африканская Республика) — она более логична и понятна: раньше люди не умирали вообще. Но вскоре на земле стало так тесно, что не всем даже хватало чистого воздуха, которым они могли бы дышать. Было принято решение на общем собрании, что единственный выход — это то, что люди должны умирать. Но это, как и в предыдущих вариантах, должна была решить случайность: Творцу послали хамелеона (с сообщением, что люди не желают смерти), и ящерицу (с сообщением, что люди должны умирать), — легко обогнавшую хамелеона, который постоянно отвлекался на пути, чтобы поесть ягод и насекомых, а впоследствии и вовсе заснул .

### Животные-посланцы

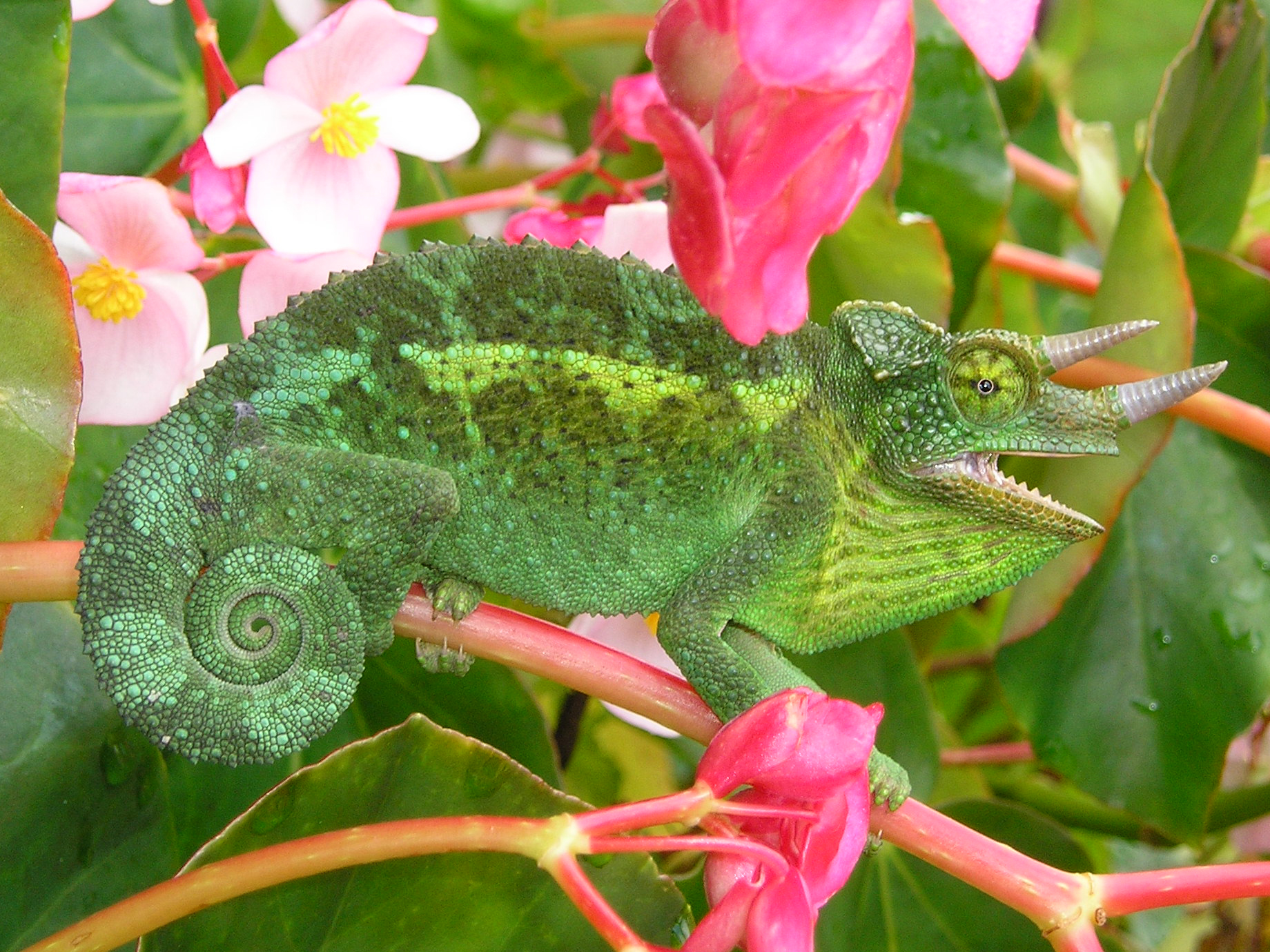
Хамелеон

#### Хамелеон и ящерица
Практически во всех регионах, где проживают племена банту, хамелеон ассоциируется со смертью .

#### Гекконы и зайцы

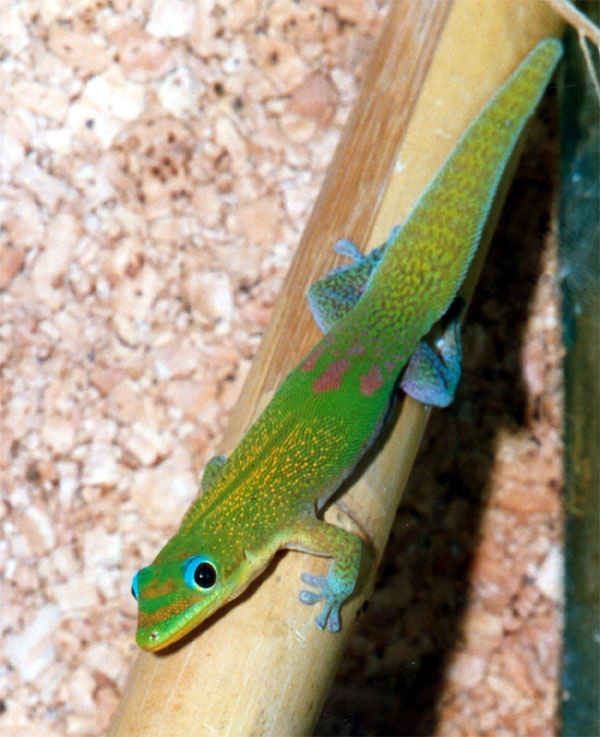
Геккон

Иногда вместо ящерицы, в мифе о происхождении смерти фигурируют синеголовый геккон (гирьяма) или заяц. Заяц во многих африканских мифах — это яркий представитель образа трикстера — хитреца и обманщика. Нередко именно от него зависит будущее человечества. Например, у готтентотов есть миф, что Месяц послал какое-то насекомое к людям, чтобы то передало его слова: «Подобно тому, как я умираю, и, умирая, живу, — так и вы будете умирать и возвращаться к жизни». Но насекомое было слишком медленное, и его догнал заяц, который поинтересовался, куда оно идёт, а потом предложил свою помощь (он хотел сам передать слова Месяца людям). Заяц, неизвестно по какой причине, сказал совсем другое людям. А когда же заяц вернулся, — разгневанный месяц ударил его посохом и рассёк ему губу; с тех пор, она такой у него и осталась…
У народности нама есть подобная история, и там объясняется, почему Заяц передал человечеству искажённую информацию от месяца. Когда Заяц сказал: «Подобно месяцу, вы также будете умирать, а потом снова появляться. Вот моё сообщение», — люди ничего не поняли и спросили: что это значит? Смущённый заяц ответил: «Я вам говорю, что вы должны умирать с открытыми глазами» .
В мифологии бушменов — заяц сначала был человеком. И вот, однажды, у него умерла мать; он так по ней горевал, что Месяц поспешил успокоить его, обещая вернуть к жизни умершую, но человек не поверил ему. Разгневанный Месяц разбил ему губу и превратил в животное — зайца; кроме этого, всё человечество также должно было умирать без надежды на воскресение .
Существует несколько версий о том, как Заяц спросил у Месяца о том, что люди не могут воскресать, потому что после смерти они начинают разлагаться и дурно пахнуть. Эти споры во всех версиях заканчиваются дракой, и Месяц разбивает зайцу губу, а заяц — оставляет следы своих когтей на лице месяца.

#### Птица Холовака
У южных племён Оромо существует легенда: верховный бог Вак передал птичке, что называется «Холавака» (Овца Бога) за её подобный блеянию овцы крик, тайну омоложения: «Когда люди начнут стареть — надо просто сбросить кожу».
Холавака увидела змею, которая лакомилась свежеубитым животным, и захотела присоединиться к трапезе. Тогда она сказала змее, что расскажет ей секрет вечной молодости, если та позволит попробовать свежего мяса. Змея согласилась (и теперь змеи умеют сбрасывать кожу)… Разгневанный Вак наказал птицу за её жадность постоянным расстройством пищеварения .
Что это именно за «птичка Холавака» — точно неизвестно, но, по описанию, она подобна птице-носорогу .

### Смерть как сверхъестественное существо

##### Великан
У народа ашанти есть легенда, что Смерть когда-то была великаном с длинными волосами, которого звали «Овуо» (то есть смерть). К нему некогда нанялся работать один юноша, чтобы спастись от голода. Овуо кормил его мясом, которое впоследствии оказалось плотью родственников юноши. Юноша бежал обратно в своё селение и рассказал односельчанам, что с ним случилось. Люди провели собрание и решили поджечь длинные волосы великана, когда тот заснёт. Великан сгорел полностью после того, как его волосы подожгли, а с помощью пепла, который оказался волшебным, юноша вернул к жизни своих родственников. По собственной глупости и безрассудству, он посыпал этим пеплом глаз мёртвого великана. Из того глаза якобы и появилась смерть; «каждый раз, что глаз моргает, — на земле кто-то умирает».

##### Старец
Часто смерть африканцам представлялась в виде старца. Существует легенда о двух старцах — Жизнь и Смерть, которые захотели пить из источника. Но дух источника сказал, что первым это должен сделать тот, кто из них старший. Жизнь и Смерть начали спорить, кто на свете появился первый: жизнь (ведь без жизни в мире ничего не было) или смерть (ведь если в мире ничего не было, значит это было состояние смерти)? Дух источника решил их спор, сказав, что они ровесники, ибо без жизни нет смерти и наоборот.
У баганда, кроме распространённого мифа о хамелеоне, существует и миф о том, что Смерть («Валумбе») — сын «Гулу» (Неба); на землю он попал по неосторожности первого человека Кинто: когда тот женился на Намбу, его предупредили, чтобы он не возвращался в дом Гулу. Но он не послушал ни жену, ни её родственников; ему показалось, что он что-то забыл — и вернулся домой своего тестя. В дом также пришёл Валумбе; ему захотелось уйти вместе с сестрой и её мужем на землю, и его никто не смог остановить. Некоторое время Валумбе жил в мире с родственниками, а затем — стал требовать от них, чтобы те отдавали своих детей ему, и когда получил отказ — стал убивать детей. Каикузи (брат Намбу и Валумбе) попытался поймать Валумбе и вернуть того на небо, но у него ничего не получилось — и он решил вернуться на небо сам. Тогда Кинто заявил, что Каикузи может возвращаться на небо, а он (Кинто) не устанет вместе с женой рожать детей, чтобы Валумбе не смог никогда убить весь его народ .

##### Вождь страны мёртвых
Под несколько изменённым именем («Олумбе»; «Орумбе») фигурирует Смерть также в истории об охотнике «Мпобе». Тот, преследуя животное, попал в Страну Мёртвых. В посёлке мёртвых он нашёл свою дичь и собаку. Вождь посёлка, встретив его, попросил рассказать о себе, а потом отпустил, но запретил рассказывать о том, что он увидел. Мпобе длительное время скрывал от людей, где он был, пока его мать не заставила всё рассказать. Следующей ночью, охотник услышал голос вождя поселка (Олумбе), — что тот, для наказания, хочет убить его, но позволяет доесть запасы пищи. На этих запасах Мпобе продержался несколько лет, — а потом, когда Смерть к нему пришла, он заявил, что у него ещё остались запасы; Смерть оставила его. Мпобе попытался убежать, но Олумбе везде его находил и спрашивал: «Закончились ли запасы?». Наконец, Мпобе это надоело, и он сказал Смерти, что закончились. «Очень хорошо …», — сказал Олумбе, — «если ты закончил, умри!». И Мпобе умер .

### Воскрешение

#### Мифология луйи
У луйи (Замбия) смерть объясняется следующим образом: когда «Ньямбе» (бог) и «Насилеле» (его жена) жили на земле — у них была собака, которая, через некоторое время, умерла. Ньямбе грустил и хотел вернуть пса к жизни, но его жена была против, потому что недолюбливала собаку. Однако вскоре умерла мать Насилеле; на этот раз, Ньямбе сам отказался возвращать к жизни умершую, и та умерла «навсегда» .

#### Мифология субийя
У субийя есть дополнительный эпизод: «Леза» (первый предок людей), поссорился с женой из-за собаки и не оживил её умершую мать, но впоследствии раскаялся и взялся лечить её травами. Он велел женщине закрыть двери и не заходить в дом. Всё шло хорошо, пока Леза не отправился в лес за свежими травами: в это время в дом зашла его жена и увидела свою мать живой, но у той «выскочило сердце» из груди, и она снова умерла.

### Духи предков

#### Общие черты
Вера в продолжение существования души после смерти — краеугольный камень практически всех мифологий народов Банту и других. Не всегда духи природы у африканцев чётко отделены от духов предков; пример — Леза.
Некоторые африканские народности (в том числе — тва и эве; — Западная Африка) создали последовательную и логичную философию души: существует душа, бродящая близ могилы или спускающаяся в подземную обитель духов (Кузиму) — и душа (в жи это «кра»), вселяющаяся в одного из потомков умершего. Но эта доктрина не всегда воспринимается чётко; поэтому, в мифах возникают несовпадения и противоречия в утверждениях .

#### Подношения душам
Некоторые жители Африки считают, что в мире живых остаются только те души, кто погиб насильственной смертью.
Некоторые племена верят, что души периодически могут приходить из мира мёртвых в мир живых. У Ньясаленда считается, что души мёртвых остаются у своих могил (год или два), а потом — уходят в потусторонний мир. В племени Зулу, существует легенда об охотнике, перешедшем из мира живых к нижним людям (согласно преданию племени Зулу, те люди живут в подземном царстве).
Кроме того, в мифах многих африканских народов отмечается, что души совсем не бессмертны — со временем они умирают, обитая лишь до тех пор, пока им приносят пожертвования; но если человек умер более трёх поколений назад — ей перестают приносить пожертвования (как в чагга). Племя «Чагга» называет духов предков «вариму» и считает их «тенями» («шериша») умерших . Очевидно, что все умершие, в потустороннем мире, остаются в том возрасте, в котором умерли .
Африканцы не делят духов на добрых и злых — за исключением, разве что, тех случаев, когда человек при жизни имел «плохую» удачу и сохранил её после смерти. Считается, что поведение умерших зависит, прежде всего, от отношения к ним живых родственников — и если они (умершие) и делают вред, то лишь чтобы живые родственники не забывали о своём долге перед ними. От духа усопшего не ожидают, что он будет заботиться ещё о ком-то кроме своих родственников; поэтому не существует пожертвований чужим духам предков .

### Врата в потусторонний мир

#### Пещеры и норы
Вратами в потусторонний мир часто являются пещеры и норы :
- Племя бапеди (Южно-Африканская Республика) верит, что пещера «Мариматле», откуда появился род, является воротами в мир духов;
- В бантуязычной Африке очень распространены рассказы о том, как некий охотник попал, через нору, в потусторонний мир:
  - Зулу: рассказывают, как Ункама преследовал дикобраза — и, через нору, попал в мир мёртвых;
  - Ваирамба: рассказывают о человеке, преследовавшего раненого дикобраза и попавшего в мир мёртвых через нору. Раненый дикобраз оказался умершей сестрой охотника. Как ему рассказали, — мёртвые иногда приходят в мир живых в виде животных, чтобы украсть зерно с полей, если им не оставляют пожертвований. Пожертвования покойным — неприхотливые: каши и пиво. Охотника успокоили, — сказав, что сестра не обижается на него, потому что он ранил её не зная, а в их мире рана быстро заживёт[33].

Очевидно, дикобраз ассоциируется у африканцев с потусторонним прежде всего потому, что часто роется в земле и редко показывается людям на глаза. В этом усматриваются некоторые основы идеи реинкарнации в представлении африканцев .

#### Вода, как стихия
Также в потусторонний мир можно попасть через озёра, реки и водоёмы (чагга). Чагга верят, что если близко подойти к водопаду, то духи затянут человека под воду. Нередки истории о том, что из озёр и других водоёмов слышны женские голоса, радостные крики. Вода у африканцев считается женской стихией.
Духи водоёмов требуют пожертвований, как и другие духи предков .
Иногда можно услышать пение и музыку умерших, звучащие до тех пор, пока человек не приблизится к тому месту, откуда они раздаются. Когда человек идёт дальше, эти песни слышатся уже за спиной .

### Образы, ассоциируемые с мёртвыми

#### Змеи и черви
Довольно часто, мёртвых изображают подобными змеям (возможно, по причине, указанной Вундтом: у коренного населения, змеи ассоциируются с червями в трупах).
Коренное население острова Мадагаскар верит, что душа умершего превращается в червя; на континенте — африканцы считают, что любое существо, замеченное у могилы, может быть душой умершего человека .
Зулу — верят, что только определённые виды змей могут быть духами предков; например, ядовитые змеи не являются перевоплощениями духами предков — это обычные животные .

### Истории о мире духов
О путешествиях в мир духов у африканцев существует много мифов, легенд и сказок. Люди, попадающие на небо, — как правило, имеют поручения верховного божества, или небесных жителей. Как упоминалось выше, — в мир мёртвых можно попасть через пещеру или отверстие в земле, или дверь на дне озера. О таких путешествиях существует много историй типа фрау Холле (госпожа Метель ). По классификации сказочных сюжетов Aарне — Томпсона, эти сюжеты имеют номер № 480.

#### Марува
Например, один из таких сюжетов в чагга — о девушке Маруву, которую вместе с маленькой сестрой отправили в поле, ухаживать за бобовыми побегами. Почувствовав жажду, Марува отправилась к озеру Кининго. Между тем появилась стая павианов, которых испугалась сестричка Марувы — и те съели весь урожай. Вернувшись с озера и увидев, что случилось — Марува испугалась, что отец будет её бить; поэтому она побежала к озеру и прыгнула в воду. Сестричка Марувы побежала домой и рассказала матери, что случилось с нею и сестрой. Мать пришла к озеру и увидела, что девушка не утонула, а все ещё плавает на поверхности воды. Мать окликнула дочь:
 Эй! Марува, 

 Почему ты не возвращаешься?

 Разве ты не собираешься возвращаться?

 Забудь о бобах, мы посадим другие!

 Забудь о бобах, мы посадим другие!
На что Марува ответила:
 Это не я! Не я!

 Пришли павианы и сожрали бобы!

 Пришли павианы и сожрали бобы!

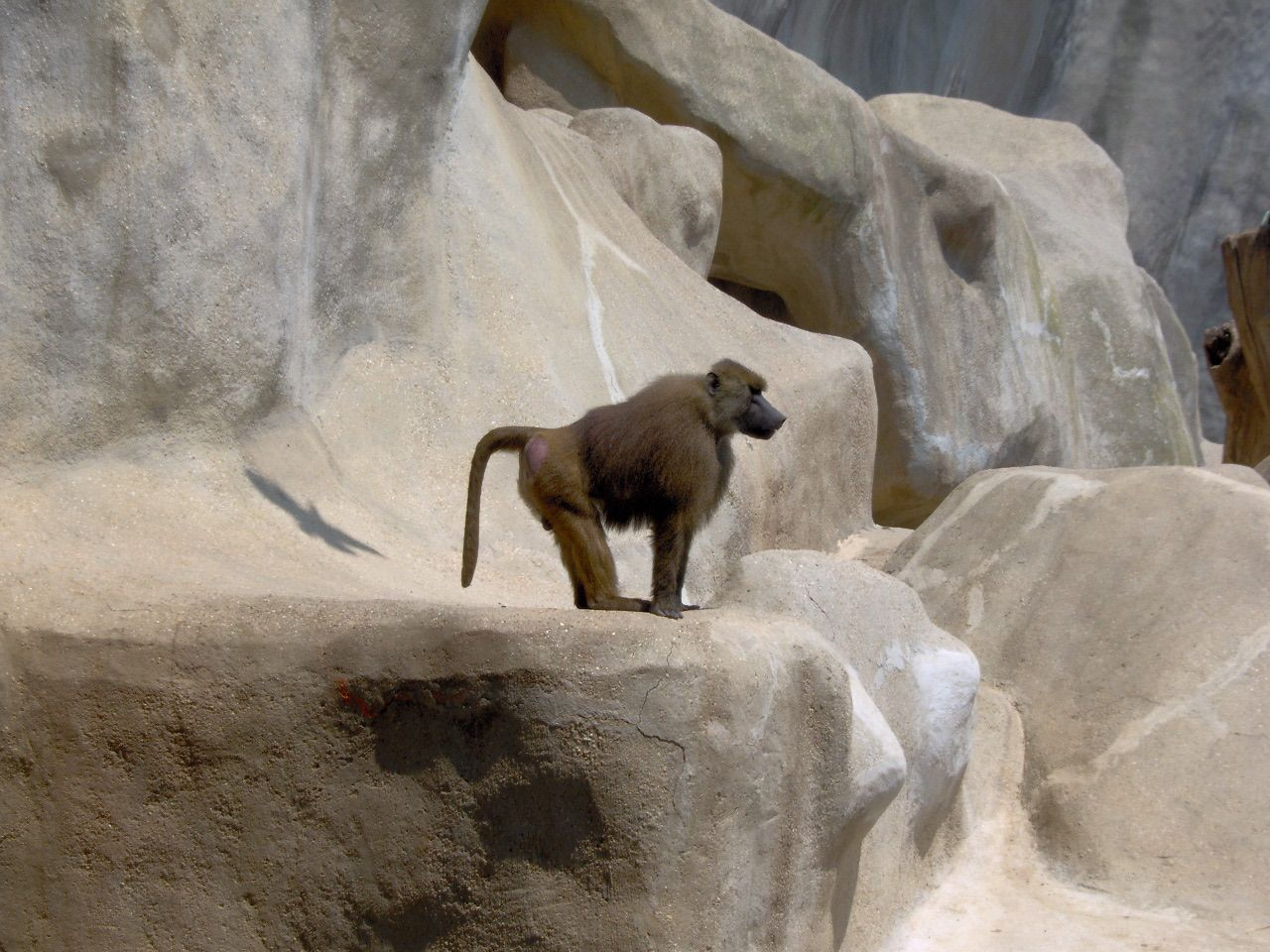
Павиан

Мать спела ту же песню, а Марува ответила ей теми же словами — и утонула. На дне озера, Марува оказалась в мире духов, — живших в домах, как и люди. Когда духи предложили ей еду — она отказалась, а когда спросили, что она ела дома — Марува ответила: «горькие фрукты и корни». Там она провела много дней, и поселилась она у старой женщины, которой по хозяйству помогала маленькая девочка. Когда девочка вышла в поле набрать для коз травы — старая женщина сказала Маруви: «Ты можешь пойти вместе с ней; и смотри, не помогай ей — пусть сама делает всю работу». Однако Марува не послушалась её и помогла девочке с этой работой; то же самое случилось, когда старая женщина послала их за водой и за хворостом. Благодарная за помощь, девочка решила помочь Маруви — и рассказала, как выбраться из этого мира: Марува должна была сказать старухе, что скучает по своему дому и потому хочет, чтобы её отпустили. Когда женщина спросит, через что пропустить — через навоз или через огонь? — Марува должна сказать «через навоз». Марува сделала всё по словам девочки — и старая женщина выпустила её через дыру в куче навоза в хлеву. Марува оказалась в мире людей — не только чистая, но и в украшениях и браслетах, и пошла домой.
Впоследствии, дома все узнали, что она вернулась в нарядах; об этом узнала и соседская дочь — и захотела сделать так же. Прыгнув в воду, она оказалась в мире духов. Там она съела всё, что ей предложили — но, поселившись в доме старой женщины, не помогала девочке, как и ей приказала старуха. Девочка всё же рассказала ей, как она может вернуться в свой мир, но посоветовала ей сказать, чтобы женщина пустила её через огонь. Когда девушка вернулась домой, «в теле у неё был спрятан огонь». Первой её заметила Марува; когда она попыталась протянуть к соседке руку — тело соседки не сдержало огонь и загорелось. Она пыталась потушить его, но этого не могла сделать ни одна река. Наконец, она прибежала к Намюр и утонула в реке Сери . В целом, сюжетная линия очень похожа на сказку «Госпожа Метелица».

#### Другие истории
Подобных историй много: известны также истории, когда родители отправляются специально в мир духов, чтобы отыскать своих потерянных или мёртвых детей .

## Героические мифы

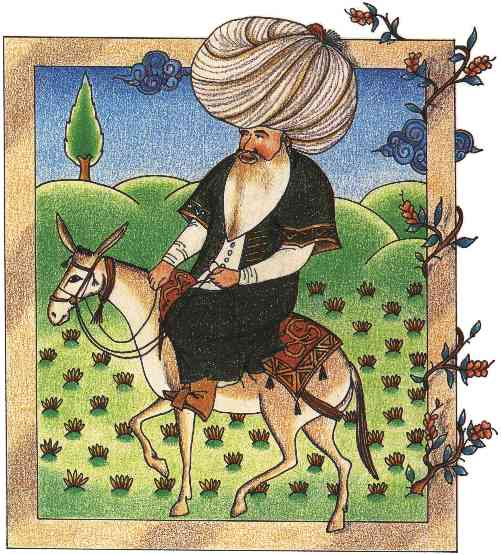
Ходжа Насреддин

В африканской мифологии редко встречается герой, который сочетал бы в себе черты демиурга (создателя мира) и трикстера (хитреца, обманщика) одновременно. Таких персонажей довольно мало, разве что, Хубеа́не (Хобиа́на), племен бавенди и бапеди — сын первого человека и создатель всех других человеческих существ. В мифах он наделён многими чертами хитреца. Близкий к нему по образу и зулусский Хлаканья́на. Хотя последний не имеет черт демиурга. Рождению Хлаканьяны предшествовали несколько мистических моментов, такие же как и в Райангомбе, героя фольклора кизиба, а именно: они начали говорить ещё до рождения, а последний после появления на свет съел целого буйвола .

### Хитрость
Хубеане демонстрирует комбинацию хитрости и фальшивой истинной глупости. В этом его можно сравнить с Тилем Уленшпигелем или Ходжой Насреддином. Ум его проявляется в основном в умении избегать ловушек своих недоброжелателей.
В этом он несколько напоминает Галикалангье — персонажа племени вехехе, аньянджа и яо (Мозамбик), которого мать ещё до рождения пообещала демону (в других вариантах — гиене), и все хитрости Галикалангье — это меры защиты .

##### Пересказ мифа о Галикалангье
Однажды женщина собирала хворост в лесу и поняла, что связка тяжёлая и она её не поднимет. Тогда гиена предложила ей свою помощь и поинтересовалась, что она получит за это. Женщина предложила своего ещё не родившегося ребёнка. Не успела женщина дойти домой, как её ребёнок родился.
Женщина предложила поджарить ребёнка на глиняном черепке; это помогло Галикалангье вырасти быстрее. Когда гиена пришла за обещанным ребёнком, мать предложила самой найти её сына; она также пообещала привязать к его ноге колокольчик, чтобы гиена узнала его. Но мальчик привязал колокольчики на ноги всем своим друзьям; — гиена не смогла его найти.
Затем мать послала сына за бобами, в зарослях которых пряталась гиена, но Галикалангье послал вместо себя жука.
На третью попытку, мать спрятала гиену в вязанке хвороста — и отправила за ней сына; увидев связку, мальчик сказал: «Я могу принести связку, что втрое тяжелее этой»; — гиена, услышав, испугалась и убежала.
Затем мать попросила сына смастерить ловушку. Гиена, когда стемнело, спряталась за ловушку; мать сказала Галикалангье, что ловушка закрылась, но сын ответил, что его ловушка закрывается всегда трижды; — гиена испугалась этих слов и снова убежала.
Наконец, мать выбрила сыну половину головы и сказала гиене, что она может прийти, когда её сын заснёт у огня. Галикалангье ночью побрил матери половину головы, а сам спрятался за хижиной; — гиена пришла ночью и, спутав мать с сыном, съела женщину .

##### Качирамбе
Герой Качирамбе племени ньянджа, тоже несколько раз избежав смерти, прощает мать и убивает гиену .

### Умение воскресать

#### Хейтси-Ейбиб
У готтентотов есть персонаж по имени Хейтси-Ейбиб, умевший перевоплощаться и воскресать. Он боролся с врагом человечества Га-Горибом, или Гаунабом, который сбрасывал всех в глубокую яму, возле которой он сидел. Га-Гориб предлагал каждому желающему бросить ему в голову камень. Когда это случалось, камень рикошетом попадал в того, кто бросил — и тот падал в яму. Хейтси-Ейбиб смог обмануть врага: он сначала отказался бросать камень, а затем отвлёк внимание Гаунаба и попал ему камнем ниже уха — от этого Га-Гориб сам упал в яму.
Пирамиды из камней, встречающихся по всей Южной Африке, называются могилами Хейтси-Ейбиба, ведь тот умирал не один раз, но постоянно возвращался к жизни.
Существует интересная история о том, как Хейтси-Ейбиб путешествовал со своей семьей и как-то, попробовав ягоды, которые называют «дикие изюминки», сильно заболел и попросил сына похоронить его, а могилу покрыть камнями. Похоронив Хейтси-Ейбиба, родные вдруг услышали песню:
Я — отец Урисеба,

Отец этого несчастного;

Я — тот, кто, попробовав этих ягод, умер

И, умерев, живу.

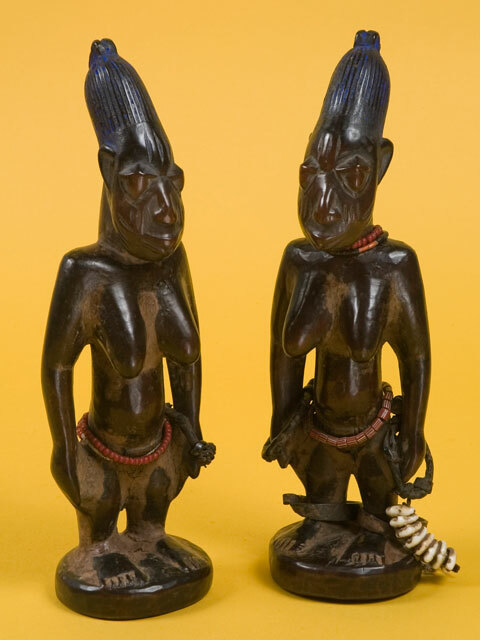
Персонажи героических мифов — пара близнецов народа Йоруба

Жена Урисебы заметила, что шум раздаётся от могилы её покойного свёкра; она послала туда своего мужа, увидев у могилы следы стоп, похожие на следы его отца. Впоследствии, сын и его жена поймали воскресшего Хейтси-Ейбиба, но тот закричал: «Отпустите меня! Я умер, я могу заразить Вас!», — но жена Урисебы только ответила: «Держи хитреца!». Хейтси-Ейбиба привели домой, и, с тех пор, его здоровье было крепче, чем до этого.

### Умение избегать смерти

#### Хубеа́не (Хобиа́на)
У Хубеане способность воскресать заменяет чрезвычайная сообразительность, направленная на избежание смерти. Кроме того, Хубеане с детства отличался «тупостью» — он воспринимал всё буквально и выполнял наоборот данные ему поручения. Как-то вместе с матерью он пошёл собирать бобы, а мать нашла в зарослях бушбоку (лесную антилопу), убила её и положила на дно корзины, засыпав затем тушу бобами. Она отослала сына домой со словами: «Если встретишь кого-то по дороге, кто спросит, что у тебя в корзине — ответь: „Бобы моей матери“, — а сам молчи о том, что там бушбок». По дороге, Хубеане встретил соседа, который поинтересовался, что мальчик несёт в корзине, — на что тот ответил: «Я несу бобы моей матери, — но сам я знаю, что там бушбок» .
Однажды, он с отцом отправился присматривать за стадом, и Хубеане заявил, что на вершине высокой скалы должна быть вода. Когда отец поднялся на скалу, то Хубеане прибежал домой и съел обед в горшке, приготовленный для отца, а горшок потом наполнил коровьим навозом. Хубеане вернулся к отцу и сделал вид, что просто бегал посмотреть на стадо. Когда они вернулись домой — отец Хубеане начал упрекать слуг, что те не спешат подать ему обед, «который ещё немного — и превратится в коровий навоз». Именно это он и увидел в своём горшке .
Все эти и подобные выходки переполнили чашу терпения родителей Хубеане и других жителей села — и они решили избавиться от парня. Сначала, они подсыпали яд в его пищу, но Хубеане захотел есть из миски своего брата. Затем, они вырыли яму на месте, где обычно любил сидеть Хубеане, и вонзили на дно острые колья; но Хубеане, на этот раз, сел в другое место. Тогда, жители села спрятали в вязанке сахарного тростника человека с копьём, который должен был проткнуть парня, когда тот подойдёт ближе; но Хубеане опять что-то заподозрил и выбрал эту связку, чтобы побросать в неё дротики. Поняв, что они не смогут его убить, — окружающие оставили парня в покое .

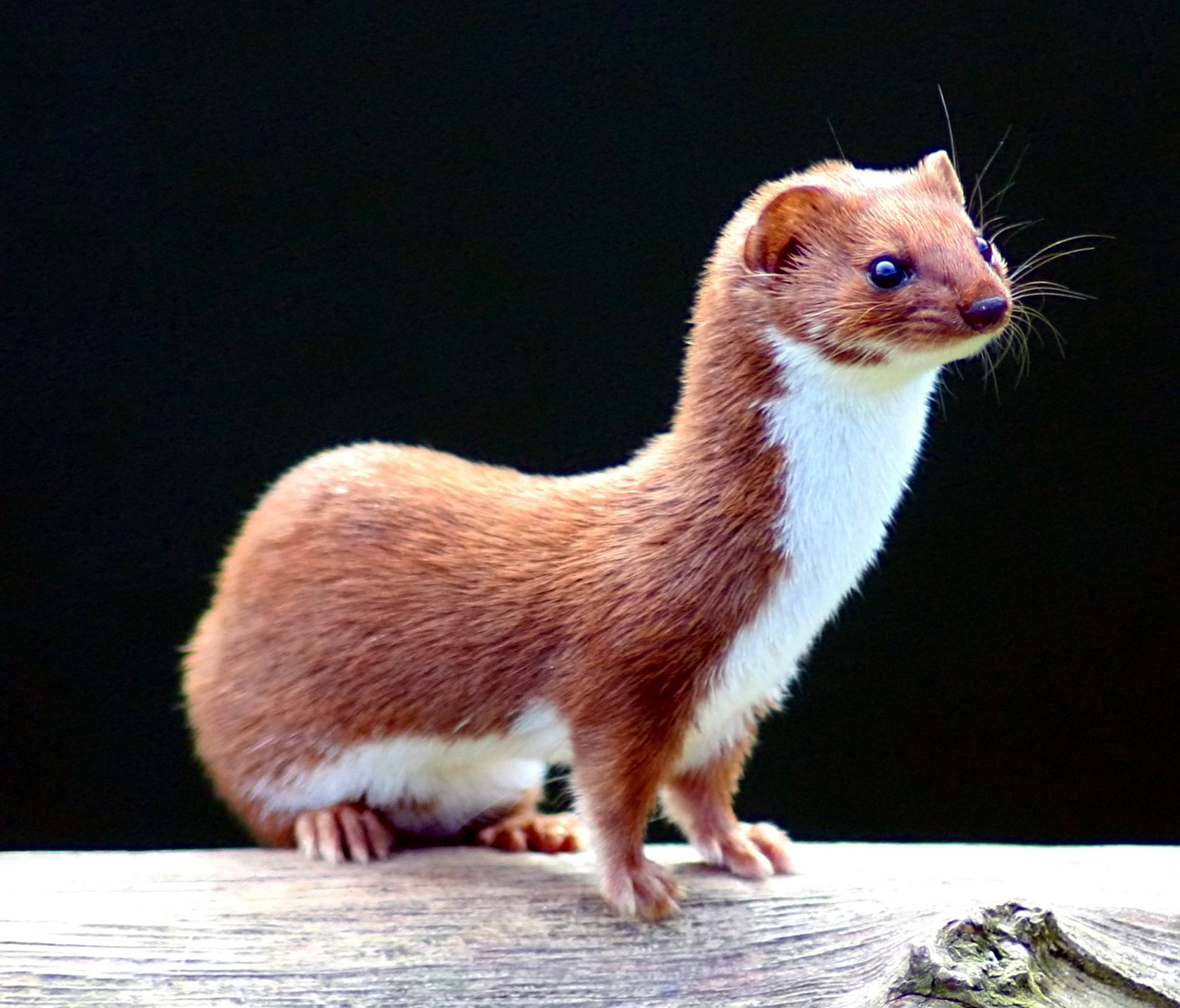
Ласка

### Ведение обмена

#### Хлаканьяна
В ранних формах мифа, Хлаканьяна фигурировал как Заяц или Ласка (одно из имён этого героя — «Укаиджана» — Маленькая Ласка), «да он и был похож на ласку …». Хейтси-Ейбиба некоторые исследователи отождествляют с шакалом. Хлаканьяна фигурирует в некоторых мифах как культурный герой. Выкопав несколько съедобных клубней, он отдаёт их матери, чтобы та приготовила их на обед. И мать съедает их сама, а когда Хлаканьяна просит клубни назад — вместо них даёт горшок для молока. Он отдаёт горшок мальчикам, которые доят коров; когда те разбивают горшок — они отдают ему ассегай (копьё с железным наконечником). Хлаканьяна продолжает обмениваться вещами, получая более ценные вещи; обмен заканчивается получением боевого ассегая. Хлаканьяна — будто двигатель прогресса: вместо битых черепков, он предлагает горшок; вместо тростинок с заострёнными концами для резки мяса — ассегай с железным наконечником, и так далее .

### Удивительная сила

#### Лионго
Лионго — мистический герой суахили и покомо региона на востоке Кении. Лионго родился в одном из семи городов Кенийский побережья, каждый из которых утверждает, что может гордиться честью быть родиной силача. Он был исключительной силы человеком и высок, как великан. Его нельзя было победить с помощью оружия, но если бы в его пупок загнали иглу — он бы умер (к счастью, он и его мать Мбвашо знали это).

### Общие черты

#### Мосаньяна (Литаолане)
В басуто — герой, который носит имена «Мосаньяна» или «Литаолане», имеет некоторые черты, которые мы встречаем у других африканских героев.
Однажды, всех людей и других живых существ проглотило чудовище — Холомолумо. Не проглотил он только беременную женщину, которая вымазала себя пеплом и спряталась в краали. Холомолумо принял её за камень (потому что «от неё пахло пеплом») — и ушёл.
Через некоторое время, женщина родила ребёнка и, на несколько минут, оставила его одного, — чтобы принести еды. Вернувшись, вместо ребёнка она увидела взрослого мужчину: «Эй! А где же мой ребёнок?» — спросила она; мужчина ответил: «Это я, мать!». Он спросил, где все люди; — мать рассказала про чудовище Холомолумо. Тогда он спросил, где Холумолумо; — мать показала на ущелье, открывавшее проход в долину, и сказала: «Та огромная туша, закрывающая весь проход, — и есть Холумолумо».
Сын взял копья и, несмотря на возражения матери, отправился взглянуть на чудовище. Холумолумо увидел юношу и хотел съесть его, но не смог дотянуться, — так как переел. Между тем, юноша обошёл Холумолумо кругом и дважды воткнул в него копья. Чудовище умерло.
Затем, юноша достал свой нож и хотел разрезать живот мёртвому чудовищу, но мужчина в животе крикнул: «Не режь меня!». Отойдя немного, он хотел уже резать живот, но теперь замычала корова. Затем — залаяла собака, закричал петух. На этот раз, юноша всё же разрезал живот — и оттуда вышли все люди и животные.
Они сделали Мосаньяну своим вождём; но впоследствии, у него нашлись завистники, которые пожелали убить его. Сначала, они хотели бросить его в очаг, но вместо него — ошиблись, бросив другого человека. Потом, они решили выкопать яму на том месте, где он обычно сидел, — как для Хубеане; но и на этот раз вождь был чудесным образом предупреждён — и снова в яму попал другой человек. Когда заговорщики решили предпринять последнюю попытку убить вождя — тот не стал противиться и дал себя убить, а его сердце — выскочило из груди и превратилось в птицу.
Так, поэтично, заканчивается история о Мосаньяну .

## Солярные, лунарные мифы, а также мифы о природе

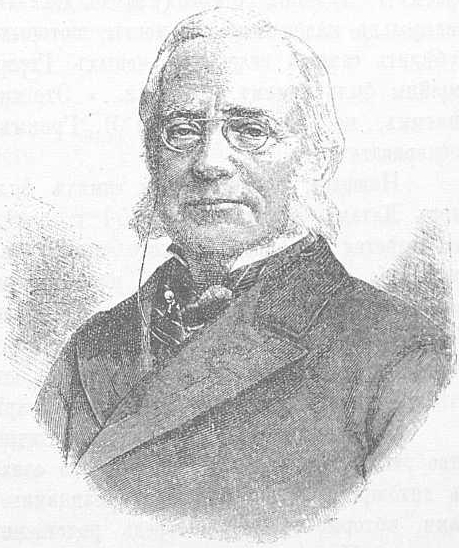
Фридрих Макс Мюллер

В мифологии африканцев, природа занимает очень значительное место. В их мифах, Солнце и Луна являются персонифицированными образами — они словно живые существа. Племя нама верит, что небесные тела когда-то были людьми. Эти истории, конечно же, должны были объяснить природные феномены. Однако, — как упоминалось выше, — в космогонических мифах редко упоминается о создании Природы. Она словно существовала сама по себе .
В середине XIX века, Макс Мюллер и Джордж Кокс выдвинули теорию, согласно которой мифы являются образными, метафорическими описаниями рассвета, бурь и других природных явлений. Брейсиг отмечает, что на самых ранних этапах развития мышления — божественные или героические фигуры не были олицетворением сил природы .

### Небесные тела

##### Луна и Солнце
У народа «Эве» есть история о том, как Солнце и Луна хотели устроить пир и для этого договорились убить и съесть своих детей. Солнце убило своих детей и съело вместе с Луной, а Луна — спрятала своих детей в большом кувшине для воды и позволила им выходить только в ночи. Вот почему у Солнца до сих пор нет детей, а детей Луны — звёзд — можно видеть каждую ночь. Подобную историю рассказывают сомалийцы, о двух женщинах — чёрной и красной; в данном случае, чёрная обманывает красную. Как считает Майнхоф, это может быть эволюцией мифа о Солнце и Луне .
У бушменов существует больше мифов о небесных телах, чем у народов банту. О Луне говорится, что она когда-то была сандалией Богомола, которую тот забросил на небо, а также другая версия: Луна была человеком, на которого разгневалось Солнце и проткнуло своими лучами и начало рвать, пока от человека не остался маленький кусочек. Луна упросила помиловать её на некоторое время, ради её детей. Солнце смилостивилась, но когда Луна на небе становится полной, Солнце вновь начинает наносить свои удары .

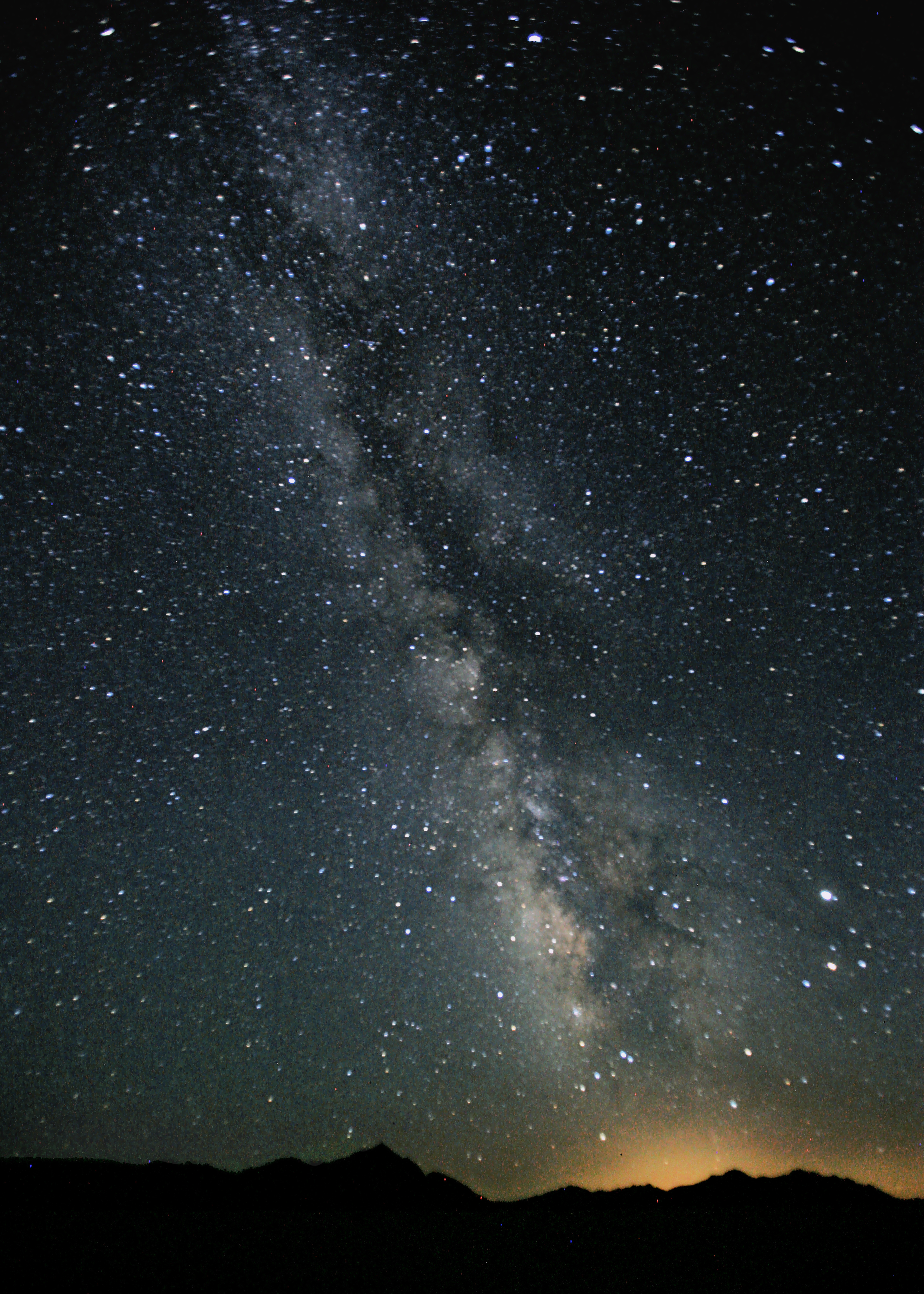
Млечный Путь

Банту олицетворяют Месяц и говорят о нём как о мужчине; его женой называют Утреннюю звезду (Венеру, Люцифера). Аньянджа говорят, что у Месяца две жены — Утренняя заря (Чечекани) и Вечерняя заря (Пуикани). Первая жена его плохо кормит и он худой, а от еды второй жены он начинает полнеть.

##### Млечный Путь
Млечный Путь, — как утверждают бушмены, — возник благодаря девушке из «древнего народа»: она закинула на небо горсть пепла, а потом — забросила съедобные коренья хуин, что превратились в звёзды. Ранее, покомо считали, что Млечный Путь — это дым от костров «древнего народа»; позже, — пострадав от набегов из Сомали, — они стали называть его «путём из Сомали», потому, что сомалийцы пришли к ним с северо-востока.

### Атмосферные явления

##### Радуга

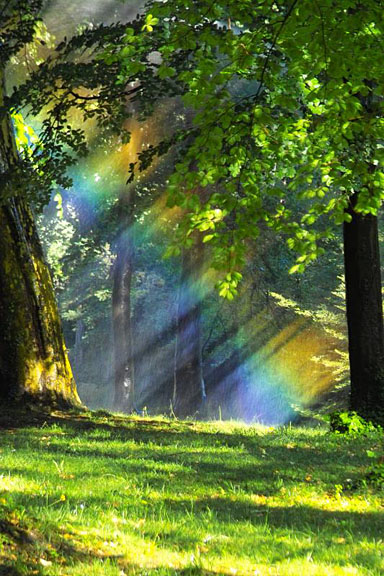
Радуга

Ещё одним явлением природы, которое привлекало внимание африканцев, является радуга. Её считали живым существом; в основном, змеёй. Народ эве представляет радугу как отражение в небе большого змея Аниево, — который выходит, чтобы найти пищу или воду. Если найти место, откуда выходит радуга, то можно разбогатеть, ибо только там можно найти драгоценные бусы «аггро» . Считается, что радуга может причинить вред, наслать болезнь или даже убить . Поэтому от неё надо бежать и, — как утверждают субия, — надо бежать за солнцем — только так радуга не заметит человека. Существуют легенды, что радуга — это животное, которое можно убить. Так якобы сделали молодые войны из племени масаи, которые убили радугу стрелами с раскалёнными на огне наконечниками .

##### Дождь, гром и молния
Из мифов о громе и молнии стоит вспомнить легенду о Птице-молнии (в мифологии зулусов) . Племя базиба тоже считает, что гром и молнию порождает ослепительно яркая стая птиц, которых посылает на землю дух бурь — Кайюранкуба. Гром — это шум их крыльев. Тсвана (чага) называют гром Топором Бога. С молнией ассоциируется божество Леза, а «красные» и «белые» боги масаи — с молнией и дождевыми облаками . О дожде редко говорится как об отдельной фигуре. Разве что у бушменов, рассказывающие о том, как Дождь нередко сердился на людей. Шаман — он же «вызывающий-дождь» — важнейшая профессия у банту. Племя гирьяма в период засухи читают заклинания у могилы Мбодзе, — шаманки, что умела вызвать дождь .
Епископ Стир опубликовал в «Журнале южноафриканского фольклора» интересную историю. В Занзибаре в одной из миссионерских школ эту историю рассказала девочка, которая там училась. Девочка принадлежала к племени Чипиттс, живущего на востоке от озера Ньяса. В период засухи маленькие девочки отправились играть в заросли и взяли с собой горшки для варки пищи. С ними ушла, и девочка, родители которой давно умерли. Эта девочка пообещала кое-что показать подругам, если те сохранят это в тайне; те согласились. На их глазах девочка вызвала сильный дождь и наполнила им свой горшок для варки пищи. Но одна из девочек рассказала об этом по секрету своей матери; впоследствии, об этом узнало всё село и вождь деревни. Вождь приказал привести девочку на совет, подарил ей золотые украшения и повелел в присутствии всех вызвать дождь. Девочка попросила всех отойти и запела — небо покрылось тучами, и началась сильная гроза с молнией. Девочка оказалась в центре грозы — и поднялась в воздух; — больше её никто не видел .

## Демонология

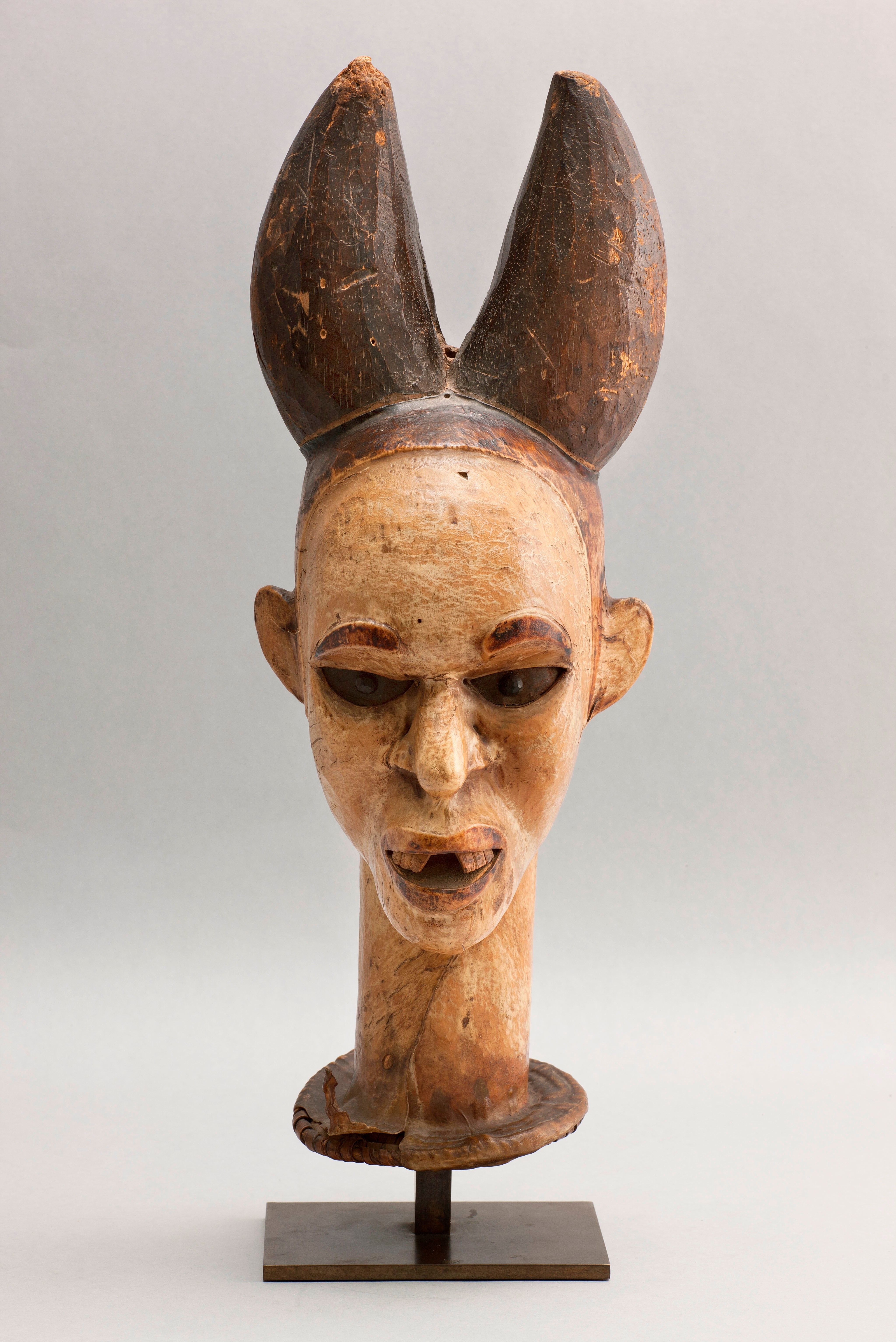
Маска народа экои, изображающая человека-леопарда

В Африке широкое распространение получили истории о сверхъестественных существах; таких, как призраки, а точнее — демоны-призраки. Некоторые из них проживают в уединённых местах: в глухом лесу, в болоте с ядовитыми испарениями, в ядовитой пустыне .

#### Нгояма
У покомо существуют рассказы о существе, живущем в лесах Тани и в соседнем буше. Это существо покомо именуют «нгояма». Оно имеет вид человека, но на одном из пальцев рук — «Железный ноготь», которым оно впивается в плоть человека, если поймает его; затем, нгояма пьёт человеческую кровь. Некоторые европейские исследователи делают предположение, что это не что иное, как человекообразная обезьяна. У одного из южноафриканских племён существует рассказ о том, как один человек, — встретив в буше это существо и увидев, как то ест сырое мясо, — пожалел его. Он научил нгояму разводить огонь и готовить пищу на огне; так он, — определённым образом, — цивилизовал людоеда. Но однажды нгояма, вернувшись в своё предыдущее животное состояние, набросился на своего благодетеля и съел его . Напугать это чудовище можно только пилой, — которую оно боится с тех пор, когда увидело, как спиливали дерево.

#### Существа с глазами на ступнях ног
Готтентоты из Калахари рассказывают о странных и страшных существах, живущих среди песчаных дюн — айгамучаб, имеющих глаза на ступнях ног. Для того, чтобы видеть, — айгамучаб опускается на руки и поднимает ступни вверх. На людей они охотятся как на зебр — и разрывают своими зубами, длиной с палец на человеческой руке .

#### Половинчатые существа
В африканском фольклоре, также встречаются такие существа, как чируви. Они похожи на людей, но вроде разрезанных вдоль — у них одна рука, одна нога, один глаз, одно ухо. Бывают, как добрыми, так и злыми. Такие существа встречаются не только в африканских племенах: у йеменских арабов подобное существо называется нас-нас. У яо эти существа называются читови, но некоторые говорят, что у читови одна половина тела восковая. Он предлагает бой всем путешественникам, которых он встретит — и те, кто победят его, получают вознаграждение — целебные травы. В племени Байла это существо называется секобокобо, но оно более дружелюбное, чем чируви или читови. У субийя есть свой сикулокобузука (человек с восковой ногой), что тоже заставляет путешественник драться с ним.
У басуто одноногие и однорукие огры называются матебеле, возможно в соответствии с названием злейших врагов басуто — зулу .

#### Зимви
Аньянджа говорят о чудовище Зимви, что означает «Великий дух». Так или иначе, в сказках он ассоциируется со слоном и является объектом насмешек Зайца. Суахили недалеко ушли от оригинальной концепции Зимви племени аньянджа, и сам термин был заменён арабскими терминами джинн и шетани (шайтан) .
Как-то Зимви украл одну девочку и, посадив её в барабан, заставлял петь, стуча по барабану. Однажды, он пришёл в село девочки — и родители узнали голос своей дочери, напоили Зимви пивом — и тот заснул. Тогда они вытащили из барабана дочь и, по её совету, положили туда змею, пчёл и муравьёв. Через укус змеи, Зимви и умер, а на том месте выросли тыквы. Однажды, дети, проходившие мимо тыкв, захотели одну сорвать, но тыква «разгневалась» и покатилась за ними; детей спасли жители поселка, которые сожгли тыквы на костре, а пепел «развеяли по ветру» .

### Оборотни
У кикуйю существует людоед Илима, умеющий периодически превращаться в человека. У тсвана (чагга) подобное существо называется Ириму, что тоже умеет превращаться в человека. Ассоциируется с леопардом, а Гутманн называет его пантерой-оборотнем .

#### Человек-леопард
У тсвана существует миф о том, что девушка вышла замуж за леопарда Ириму. Экспозиция этой истории рассказывает о том, как одной женщине собака помогала ухаживать за младенцем и, однажды, она разорвала младенца, когда ранила его случайно костью и у того выступила кровь. Вместо ребёнка, собака положила в колыбель гроздь бананов и укрыла одеялом, а женщине сказала не будить ребёнка, потому что она только что покормила его. Но потом женщина узнала страшную правду и, вместе с мужем, сожгла в костре собаку. От собаки остался один череп. Череп выкатился и упал в оросительный канал; попал в реку, воды которой вынесли его на берег. В то время у реки шла группа девушек, чтобы нарвать травы. Увидев череп, девушки приняли его за белый камень. Все сказали, что камень очень красив и похож на их маленького братика. Одна из девушек посмеялась над своими подругами, — отрицая, что камень не может быть похожим на маленького братика. Проходя мимо черепа, они увидели, что тот превратился в большую скалу, загородив им путь домой. Первая девушка спела песню:
Подвинься и уступи  нам дорогу!

Дай нам пройти! Дай нам пройти!

И что смеялась над тобой —

Далеко позади; подвинься!

Мы идём с охапками травы,

Дай нам пройти! Дай нам пройти!
Скала пропустила всех девушек — за исключением той, что насмехалась над подругами. Девушка встретила леопарда, который спросил, что она ему даст, если тот перенесёт её через скалу. Девушка стала перечислять всё, что она имела в доме, но леопард от всего отказывался и только тогда согласился перенести, когда девушка предложила стать его женой.
Девушка ухватилась за его хвост, а леопард полез на скалу — однако на полпути его хвост оборвался, и девушка упала. Один за другим приходили и другие леопарды, которые предлагали свою помощь, но со всеми ними случилось то же самое, пока не пришёл леопард с десятью хвостами и помог ей перебраться через скалу. Девушка стала его женой — и он привел её в своё жилище; это был посёлок леопардов-людоедов (Ириму) .
Впоследствии, к девушке пришли её братья — и она захотела вернуться к своим родным. Она заколдовала все предметы в доме, чтобы те отвечали её голосом, когда её будут звать. Таким образом, она сбежала от своего мужа, а когда тот спохватился — она уже перебралась через реку, сказав заклинание, которое останавливало водяной поток. Она остановилась на берегу немного отдохнуть, а тем временем к противоположному берегу примчался её муж. Он спросил её, как она перешла реку; девушка рассказала, что надо сказать — и добавила, что посередине реки надо сказать: «Вода, замкнись!». Леопард ей поверил и всё сделал так, как она сказала. Водяной поток понёс его за собой; он проклял жену, чтобы та встречала пятиглавых людей, куда бы она только ни пришла, а девушка сказала, чтобы он превратился в банановое дерево — что с ним и произошло. Девушка встретила пятиглавых людей — и это её очень рассмешило; от её смеха, лишние головы отпали, а люди стали требовать вернуть им их головы. Чтобы примириться с ними, девушка отдала им своё ожерелье; впоследствии, она вернулась к своим родным.

### Маленькие существа

#### Кацумбакази
Гирьяма, чья территория граничит с землей покомо, рассказывают о кацумбакази, являющихся в некоторых аспектах существом, подобным китунуси. Это, — говорит преподобный В. Э. Тейлор, — «что-то вроде джина, духа, который иногда появляется при дневном свете … Обычно это зловредное существо. Она страдает из-за своего малого роста и потому чрезвычайно обидчивая. Обычно кацумбакази спрашивает встречного человека: „Где ты увидел меня?“ Если человек не отличается большим умом и отвечает: „Вот здесь“, — то это может закончиться смертью человека; если же он осознает всю опасность и говорит: „О, я увидел тебя издалека!“ — у него есть шанс уйти целым и невредимым; иногда с ним даже случается что-то хорошее».

#### Вабиликимо
Суахили рассказывают истории о гномах, называемых вабиликимо (суахили wabilikimo). Живут эти «гномы» в четырёх днях пешего пути к западу от чага, «они маленького роста, примерно два расстояния от среднего пальца до локтя». Суахили считают, что название племени карликов произошло от слов били (вили) (два) и кимо — (мера). Однако, вероятнее всего, оно принадлежит к какому-то из языков, на которых говорят в глубинных районах страны, а суахили просто следуют примеру этимологов, старающихся всеми правдами и неправдами найти искомое значение слова. У гирьяма мбирикимо — «представитель известного по слухам народа пигмеев». Я сама услышала о них, совершенно случайно, от гирьяма. Крапф говорит: «Суахили утверждают, что получили все свои знания о лекарственных растениях от этих пигмеев» (таково его истолкование заявления, что они идут к «мбиликимони искать лекарства»). У пигмеев «длинные бороды, и они постоянно носят с собой маленькие стулья». К последнему утверждению Крапф относится с недоверием, считая его плодом воображения суахили. Вспомним, однако, что некоторые племена, живущие в центральных районах континента, имеют обыкновение носить на спине свои маленькие деревянные скамейки.
Четверть века назад в Ньясаленде Гарри Джонстон записал предание коренного населения, гласящее, что «у племени карликов светло-жёлтые лица» и живут они в верхней части горного массива Муландже. В действительности же это могли быть бушмены. Изучение населения в некоторых районах Протектората позволяет предположить, что в этих людях течёт и бушменская кровь. «Они дали этим людям специфическое имя — „А-рунгу“. Признаюсь, когда я услышал это имя, то несколько усомнился в ценности преданий этого племени, поскольку это же слово использовалось членами племени для обозначения богов».

#### Мачинга итове
Впрочем, этот факт мог свидетельствовать лишь о том, что «маленький народ» перешёл в категорию мифического, как это случилось в других районах Ньясаленда. Доктор Станнус обнаружил, что, в то время как народ яо в некоторых районах Протектората использует слово читове (мн. число итове) в уже упомянутом смысле (как эквивалент чируви), другие придают ему другое значение: "У яо мачинга итове — это «маленький народ» вроде лепреконов. Они совершают набеги на поля и насылают гниль на плоды; их крошечные следы можно увидеть там и сям; фрукты и овощи, которых коснулась их рука, будут горькими. Чтобы предотвратить эти катастрофы, — яо, когда урожай созревает, кладут овощи на перекрёстках дорог, надеясь тем самым задобрить итове и предотвратить их визиты на поля. В читове есть что-то от людей и животных одновременно. У него две ноги, но передвигается он преимущественно на четвереньках. Яо рассказывают о другом легендарном «маленьком народе», который «некогда жил на земле, да и сейчас ещё встречается». Представители этого народа имели малый рост, носили длинные бороды, были чрезвычайно обидчивы, жестоки и задиристы, в качестве оружия использовали копья. Если человеку случалось встретить кого-то из этих карликов, тот немедленно задавал вопрос: «С какого расстояния ты заметил меня?» Тут человеку следовало притвориться, что он заметил карлика издалека, чтобы заставить того уверовать в свою значительность. «Если же вы скажете: „Да только что!“ — он, не задумываясь, проткнёт вас копьем». Люди считают, что карлики обитают на вершинах высоких гор и занимаются кузнечным делом. Их называют мумбонелеквапи" .

#### Абатваю
У зулусов «маленький народ» называется абатваю; об этом пишет епископ Каллауей, где о них рассказал Умпенгула Мбанда.
«Абатва — совсем маленький народ, куда меньше всех прочих маленьких людей. Они передвигаются в высокой траве и спят в муравейниках; они бродят в тумане; они живут в глуши, вдали от селений, в скалах; у них нет поселений, о которых вы могли бы сказать: „Вот деревня абатва“. Их деревня — там, где они убивают дичь; они съедают всё подчистую и уходят. Вот каков их образ жизни».
«Если случается так, что человек отправляется в путь и неожиданно сталкивается с умутва (единственное число от абатва. —Авт.), умутва спрашивает: „Где ты увидел меня?“ Сначала человек, желая установить отношения с абатва, ответил правду: „Я увидел тебя вот здесь, в этом самом месте“ — умутва рассердился, решив, что человек презирает его, выпустил в него свою стрелу, и тот умер. Очевидно было, что абатва стыдятся своего малого роста и любят, когда их возвеличивают. В следующий раз, когда человек встретил умутва, он приветствовал его и сказал так: „Я видел тебя!“ (обычное зулусское приветствие, Са-ку-бона. — Авт.). Умутва сказал: „Когда ты увидел меня?“ Человек ответил: „Я увидел тебя, когда был далеко. Видишь гору? Я увидел тебя, когда был на вершине“. Тогда умутва обрадовался и сказал: „О, так я велик!“ С тех пор их так и приветствуют».

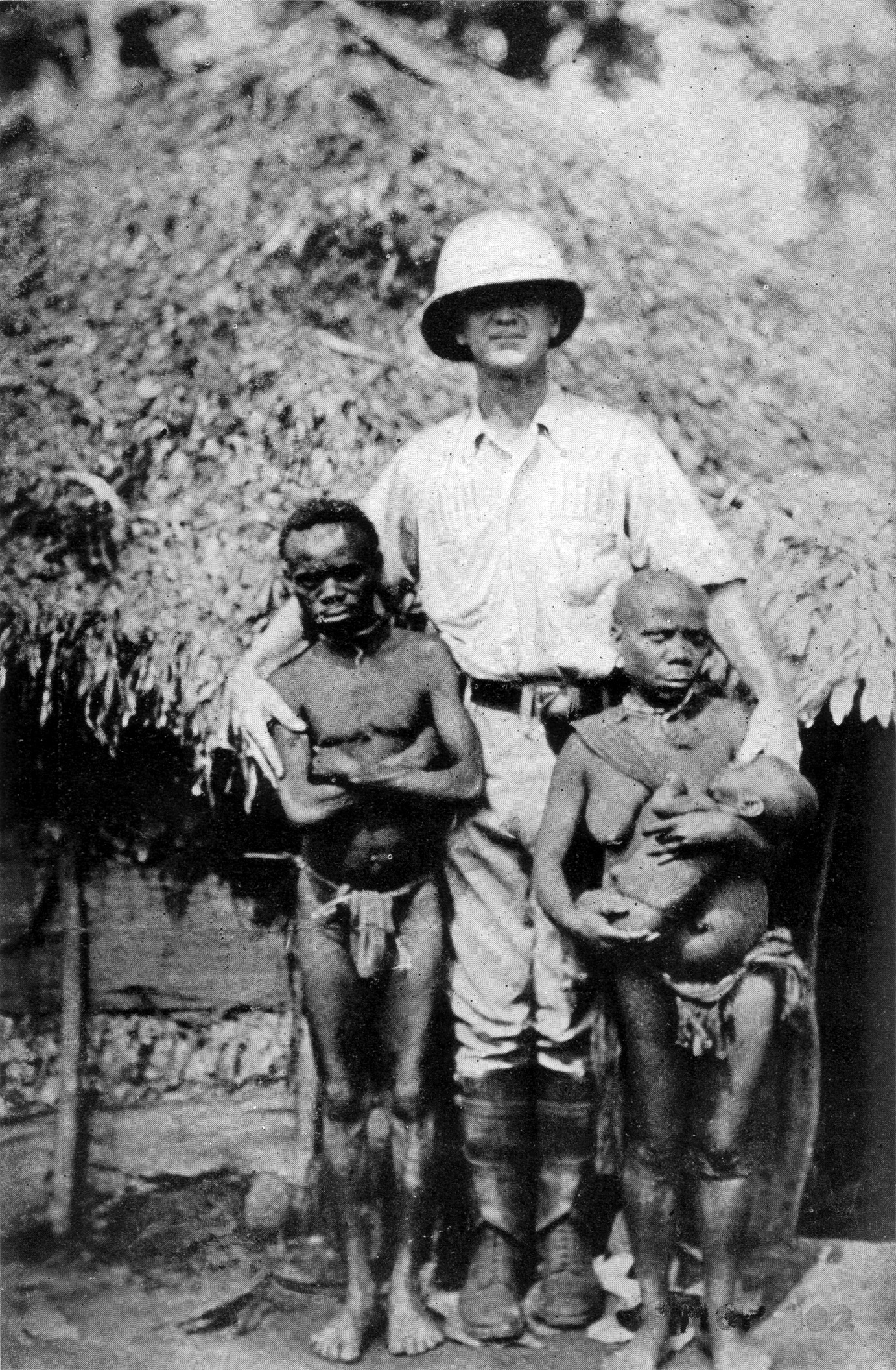
Пигмеи

К этому рассказу есть небольшое дополнение, которое первоначально могло составлять часть рассказа. Оно определённо появилось сравнительно недавно, поскольку говорит о том, что у абатва есть лошади.
«Абатва — странствующий народ. Когда дичь подходит к концу там, где они останавливаются, — абатва садятся на лошадь, один позади другого, и едут дальше. Если им не встречается дичь, они съедают лошадь».
Их опасность, по словам Умпенгулы, кроется как раз в их крайней ничтожности: «Абатва — крошечные существа, которых не разглядеть в высокой траве. Вот человек идёт, смотрит перед собой и думает: „Если покажется человек или животное, я увижу их“. И вдруг — глядь! — а в траве умутва. Человек чувствует, что в него выпустили стрелу, оглядывается, но не видит лучника и пугается» .
Епископ Каллауэй добавляет: «Но в истории об абатва говорится не о бушменах; это скорее пикси или какой-то народ, куда более слабый, чем истинные бушмены. И всё же сходства между ними достаточно, чтобы можно было говорить о том, что перед нами описание первых контактов между зулусами и этим народом».
Дальнейшее исследование показывает, что высказанные епископом сомнения беспочвенны. Эти абатва — определённо настоящие бушмены, хотя они и перешли в категорию народов мифических .
Пигмеи (батва) из Касаи также «пришли из другого места» — их прародители считаются потомками деревьев, а бангонго сообщили Тордею, что и по сей день можно увидеть большие трещины в стволах деревьев, из которых они вышли. Предание гласит, что Вото, четвёртый вождь бушонго, — покинув своё племя и удалившись в лес по причине злодеяний, совершённых его родственниками, — почувствовал себя одиноким и произнёс заклинание. Тут деревья раскрылись и выпустили на свет множество крошечных существ. «Кто вы?» — спросил Вото, и крошечные существа ответили: «Бину батве!» («Мы — люди») — отсюда и происходит их название. «Теперь, — говорит рассказчик, — это человеческие существа и имеют детей, как все прочие люди, но в то время они были только духами в человеческом облике, детьми деревьев» .

#### Вадаримба, ваконьинго

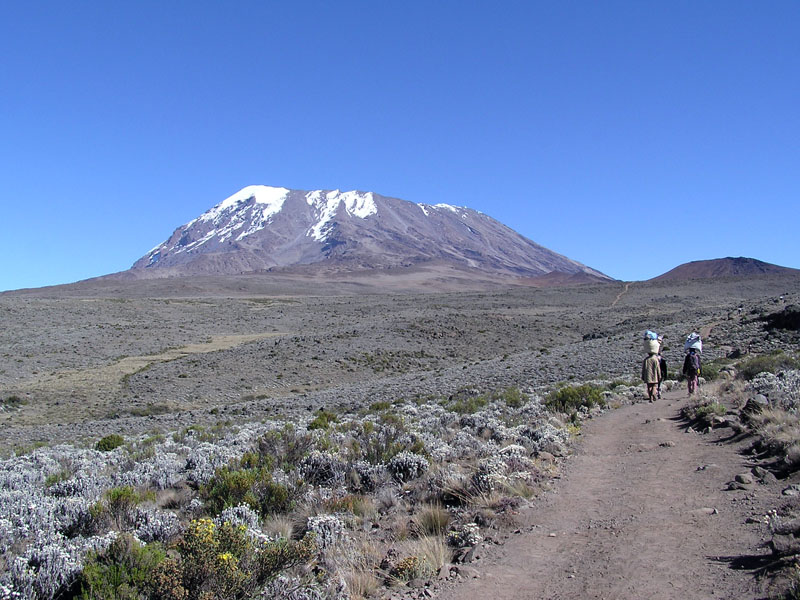
Верхушка Килиманджаро — Кибо

«Маленький народ», живущий в горе Килиманджаро; здесь у них есть всё, что нужно для жизни, — банановые деревья и стада скота. Бедные или больные люди, которые нашли дверь в этот мир, встречают радушный приём и получают щедрые дары, — в то время как богатых, стремящихся стать ещё богаче, выгоняют с позором. Это напоминает многочисленные истории о фрау Холле, хотя они рассказывают скорее о царстве мёртвых. Не вызывает, однако, сомнений, что приветливый народ из подземного мира — это не предки (вари-му), а «легендарные древние обитатели земли». Некоторые африканцы верят, что они живут не в горе, а на вершине Кибо — огромного покрытого снегом купола.
«Это карлики с огромными, бесформенными головами, отступившие перед надвигающимися племенами и нашедшие убежище на высокой труднодоступной горе. Их называют вадаримба или ваконьинго. У них есть что-то вроде лестниц, прикреплённых к скалам. По этим лестницам карлики поднимаются. Но на вершине горы, лестницы эти не оканчиваются, а устремляются прямо в небо. Эти карлики тоже выказывают сочувствие обездоленным. Куски мяса, которые они бросают в зарослях банановых деревьев, совершая приношения предкам, скатываются по склону горы и превращаются в воронов». Возможно, это попытка объяснить распространение в районе Килиманджаро белошеих ворон.
Говорят, что ваконьинго — это человеческие дети, но с огромными головами. Они никогда не ложатся в постель, а спят сидя, прислонившись к стенам хижин, поскольку если они лягут в постель, то больше уже не смогут подняться из-за тяжести своих голов. Если один из карликов падает, ему приходится ждать, пока товарищи не поднимут его, поэтому каждый Мконьинго носит за поясом рог, чтобы можно было в случае нужды подать сигнал.
История рассказывает о том, как женщины ваконьинго отправились вниз по склону горы, чтобы набрать травы. У каждой за спиной был привязан калебас со сливками, чтобы во время ходьбы взбивалось масло.
Таким образом, ваконьинго не являются обитателями неба, хотя и напоминают их в некоторых отношениях. Тонга верят в то, что карлики живут на небе и иногда спускаются оттуда во время грозы .

## Тотемизм

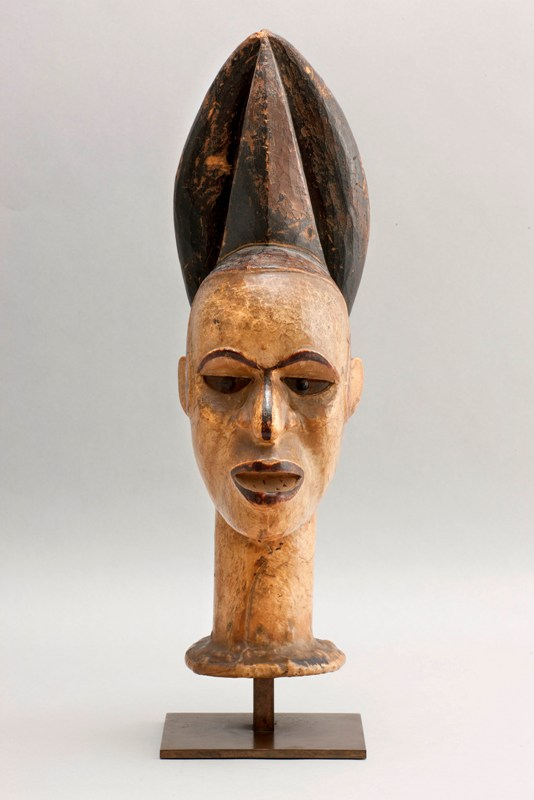
Маска мужского тайного общества «мужчин-леопардов» Эгбо народа экои, Нигерия

В качестве тотема может выступать животное или растение, реже — неодушевлённый предмет, и ещё реже — объект искусственный. У нанду и гереро существуют тотемы дождь и солнце, у Ньясаленда — тотем холм, у бечуанов (баролонг) — тотем железо. Способ, которым был порожден тотем, может пролить некоторый свет на тотемы, кажущиеся аномальными. Племя баролонг когда-то «танцевали» (как говорят бечуаны) куду (лесную антилопу) и, следовательно, не могло употреблять в пищу её мясо. Однажды во время голода кто-то случайно убил антилопу. Никто, однако, не решился прикоснуться к её мясу, жестоко страдая от голода. На помощь пришёл вождь — он предложил изменить тотем и почитать отныне не куду, и пронзил её копьем. Это позволяет предположить, что «железный» тотем относится к классу не просто неживых, но искусственно созданных предметов.

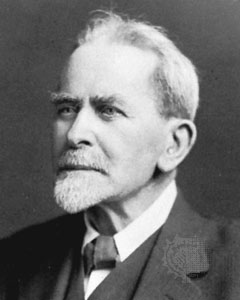
Джеймс Джордж Фрейзер

Тотемам, утверждает Джеймс Джордж Фрейзер, никогда не поклонялись в истинном смысле этого слова. Отношение к ним было «дружеским, почти родственным». Человек «отождествляет себя и своих соплеменников со своим тотемом… он воспринимает себя и членов своего клана как животных того же вида и, с другой стороны, до некоторой степени очеловечивает животных». Тотемизм иногда развивается в культ животных или растений, как случилось в Древнем Египте. У народа баганда есть «бог-питон», Сельванга, храм которого находится в Буду. Его жрецы — члены клана Сердца, а в рассказе Роско нет ничего, что позволяло бы предположить, что он является тотемом. Однако, когда видим, что у племени камаламба, живущего к северо-востоку от озера Виктория, есть тотем питон и что два клана, обладающие этим тотемом, воздают особые почести питону, происхождение тотема становится очевидным. Ваванга, племя родственное камаламба, «проводят определённые священные ритуалы, связанные с питоном… Соломенные фигурки этих змей с сосудом, наполненным кашей или пивом, и, возможно, парой перьев, воткнутых в землю позади них, часто можно увидеть в деревнях. Это означает, что кто-то из жителей деревни недавно встретил питона и предложил ему птицу или другую пищу, а по возвращении воссоздал картину, иллюстрирующую встречу с тотемом» .
По утверждению доктора Мансфельда, племя экои из Камеруна не только считает своих тотемных животных помощниками и защитниками, но и может заставить их выполнять приказания, например напасть на врагов племени. Тотемная группа обычно совпадает с деревней, то есть является вопросом локализации, а не происхождения. Самыми типичными тотемами являются гиппопотам, слон, крокодил, леопард и горилла, а также рыбы и змеи.
Согласно теории экои, — половина души каждого человека живёт в животном, являющемся представителем тотема; следовательно, только одно конкретное животное — его индивидуальный тотем. Люди из клана Слона будут охотиться на слонов и безжалостно убивать их, щадя тех, кто является тотемами, поскольку явно не все слоны являются тотемами. Человек и его тотем всегда инстинктивно узнают друг друга и будут избегать встречи: что же до тотемов остальных охотников, то, если охотник должным образом совершит приношение фетишу слона перед началом охоты, любой слон-тотем даст ему знать о себе, подняв переднюю ногу. Если же охотник не совершит приношения — он может ранить или убить тотем; тогда человек, которому этот тотем принадлежит, может заболеть или умереть. Человек может превращаться в крокодила или гиппопотама или в любое животное, которое является его тотемом, а затем — сделаться невидимым, чтобы отомстить врагу. В то же время, он может отправить вторую половину своей души, воплощённую в тотеме, с тем же поручением.

### Животные-трикстеры

##### Богомолы

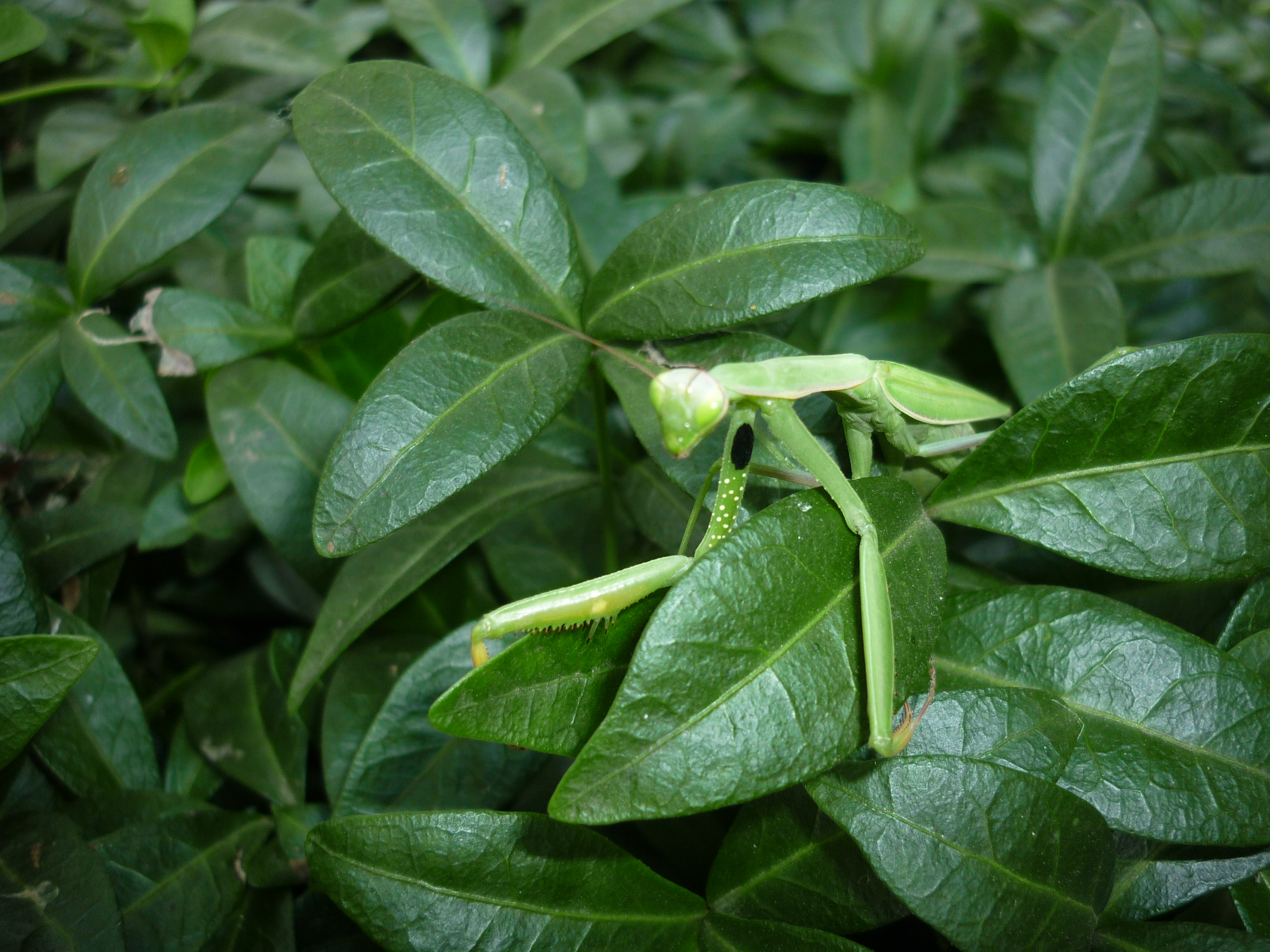
Богомол

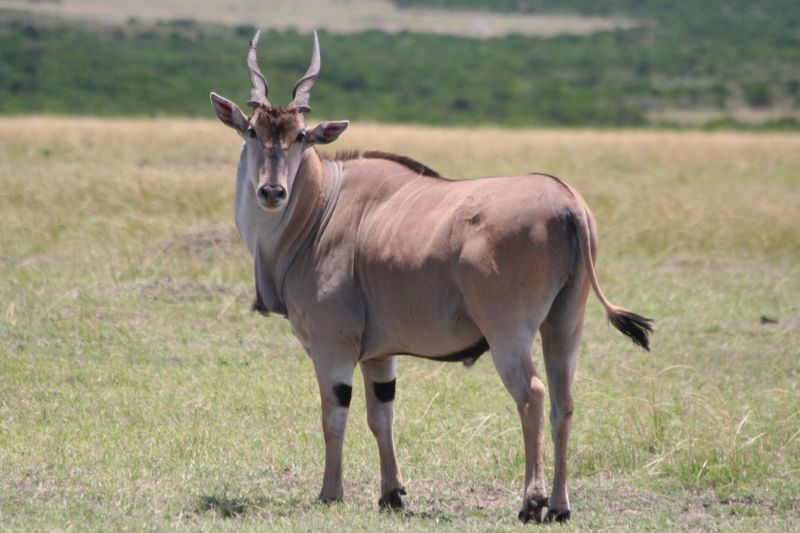
Антилопа канна

Богомол — важная фигура в бушменском фольклоре. Действительно, Богомол для африканцев является чем-то вроде божества. Неизвестно, был ли Богомол когда-то тотемом. Какие бы идеи ни лежали в основе верований африканцев, бушмены считают Богомола (Каггена) божественным или полубожественным существом. Богомол участвовал в создании мира. Луна — это его старый сандалий, который он забросил на небо. Он создал антилопу канну и оживляет её каждый раз, когда она погибает.

##### Зайцы, кролики и шакалы
Главным героем историй о животных у банту является Заяц, который в Америке превратился в Братца Кролика. Он — один из мифических персонажей-трикстеров, которые фигурируют в мифологиях африканских народов. Основная масса негров из южных штатов США ведут своё происхождение от бантуязычных племен — большая их часть, насколько я понимаю, пришли из региона Конго. Это довольно любопытно, если принять во внимание тот факт, что Заяц не является любимым героем в фольклоре народа Конго. Однако Уикс предлагает своё объяснение: Братец Кролик — это Газель, судя по всему карликовая антилопа (Neotragus) или африканский оленёк (Dorcatherium). «Она очень проворна и сообразительна, и я предполагаю, что рабы, привезённые из Конго, не найдя подобного животного в Америке, заменили её на Кролика». Заяц, который водится в большинстве районов Восточной и Южной Африки, фигурирует в фольклоре этих регионов, и некоторые из его приключений приписываются маленькой антилопе, занявшей его место на западе Африки — на территории к северу от Конго до Камеруна и на территории за ареалом банту вплоть до Сьерра-Леоне. Почему эту антилопу англоговорящие негры называют Хитрым Кроликом — загадка. Вероятно, её можно объяснить смешением племен, произошедшим при расселении в Сьерра-Леоне освобожденных рабов. Словари Кёлле включают ряд диалектов банту, на некоторых из них говорят люди, в чьих сказках фигурирует Заяц. Несколько искажённый английский стал привычным языком для всех поселенцев Сьерра-Леоне, и вполне естественно, что в процессе обмена устным творчеством имя «Хитрый Кролик» было перенесено от героя восточных сказок к герою западных — сами сказки во многих случаях почти идентичны. Я подозреваю, что Хитрый Кролик занял место Зайца в тех регионах, где зайцы не водятся .

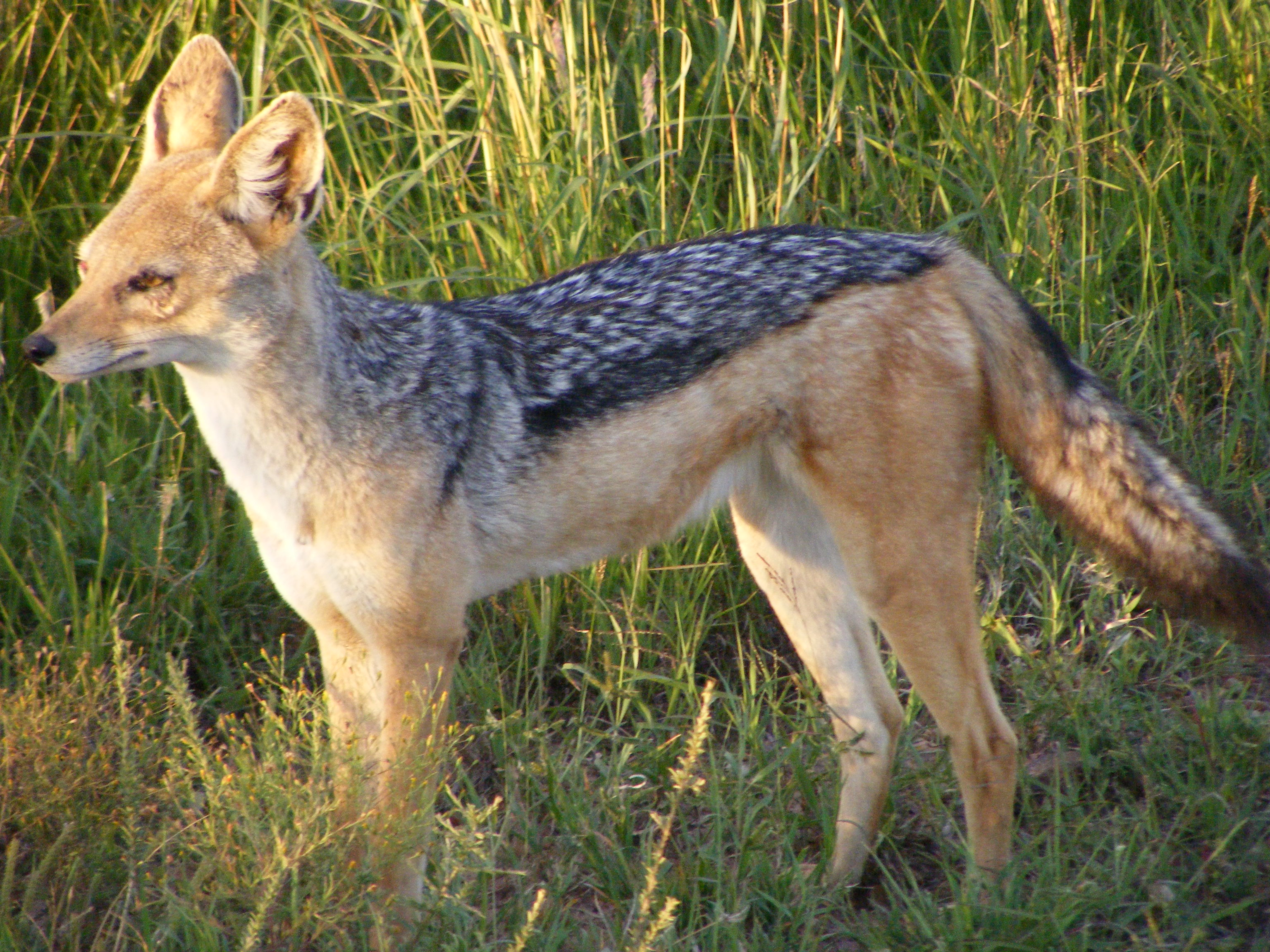
Шакал

Главные герои «тотемических» мифов — это заяц и шакал. О них существует много мифов, легенд, а также сказок и историй. Но если в одной части Африки заяц — любимый герой фольклора, то в другой он считается животным, приносящим несчастье. Абиссинцы (эфиопские народы), как и оромо, не едят заячье мясо, а заяц, пересёкший человеку дорогу, считается наихудшей из примет.
В Южной Африке, вследствие контакта различных племён, тоже возникла определённая путаница. Басуто приписывают Шакалу одно из самых известных приключений Зайца — «возможно, вследствие прямого или косвенного влияния готтентотов». В одной из историй, Заяц выступает в роли жертвы Шакала; такое развитие событий больше характерно для хамитских сказок.
Никто из исследователей африканского фольклора в начале XX века не пытался соединить все мифы о Зайце в единое целое, как это было сделано неизвестным средневековым поэтом (или поэтами) по отношению к историям о Лисе Ренара.
В историях, рассказываемых о Зайце, этот популярный герой фольклора обычно выходит победителем. Исключение составляет приведённый выше рассказ о Зайце и Петухе. Кроме того, в некоторых случаях перехитрить Зайца удаётся Черепахе, — как, например, в истории о животных и колодце. Ниже приведены африканские варианты двух наиболее известных подвигов Братца Черепахи.

##### Черепаха, заяц и орлан
Черепаха появляется во всех трёх разделах африканского фольклора — вместе с Зайцем (или иногда занимающей его место Антилопой), Шакалом и Пауком. В историях фигурирует и сухопутная черепаха и морская или одна из разновидностей пресноводных черепах — выбор конкретного вида зависит от местности.
Баронга в своём фольклоре не уделяют Черепахе особого внимания. Её место занимает странное маленькое земноводное, называемое ими чинана, а зоологами — Breviceps mossambicensis (восточноафриканский узкорот).
В Сьерра-Леоне Черепаха превращает Леопарда в верховую лошадь, а в Вест-Индии в этом эпизоде фигурирует Ананси. Черепаха, пустив в ход всю свою хитрость, обманом заставляет Леопарда усадить её к себе на спину; более того, одураченный Леопард даже настаивает на этом. Обнаружив, что его провели, Леопард решает отомстить Черепахе, привязывает её к «большому дереву» и колотит так, что у Черепахи и по сей день на панцире можно увидеть отметины. Впрочем, подобный эпизод в историях встречается редко. Как правило, необычный вид черепашьего панциря объясняют тем, что однажды он разбился на куски, а потом был склеен.

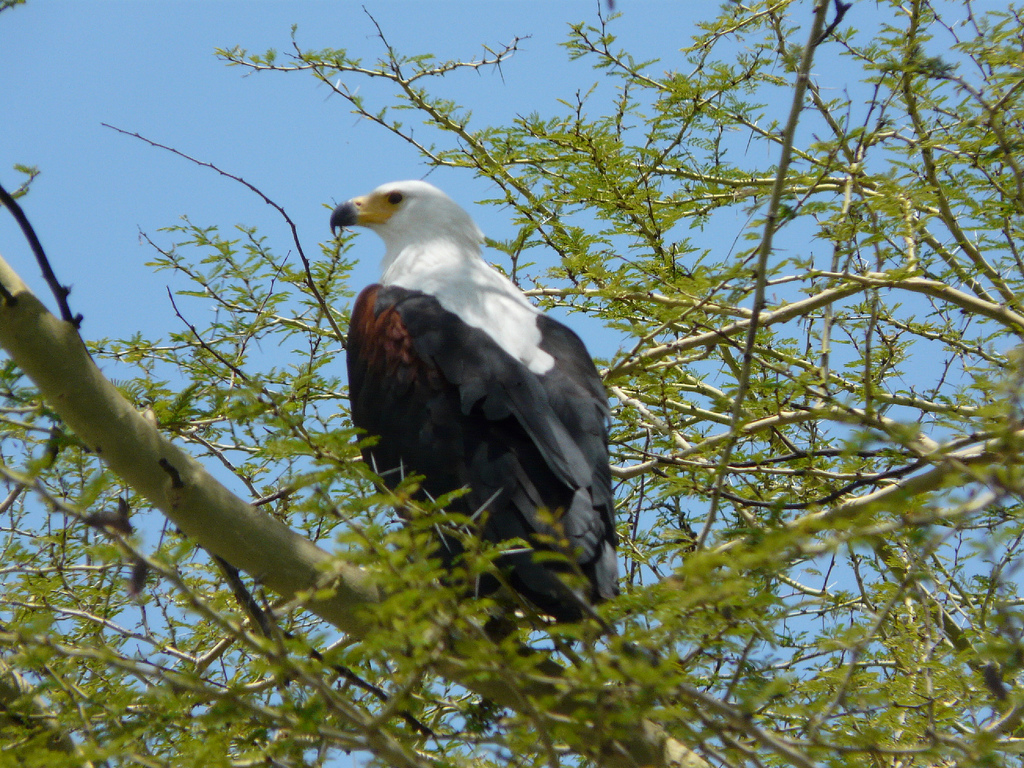
Орлан-крикун

Известная история, напоминающая басню Эзопа о состязании Черепахи и Зайца, появилась сравнительно недавно. Эта нехитрая сказка получила широкое распространение на африканском континенте, и учёные даже предположили, что её вариации появились одновременно и независимо друг от друга у разных племен. История одновременно и поучительна и удивительна. Акамба рассказывают, что между Черепахой (Нгу) и Орланом-крикуном (Haliaetus vocifer), которого акамба называют Кипалала, а суахили — Фурукомбе или Чаликоко, состоялось состязание. Оба решили жениться на одной девушке из племени акамба (камба), но её отец сказал, что отдаст дочь в жёны только тому, кто «отправится днём к побережью, а вечером вернётся, принеся пригоршню морской соли».
Орлан сразу согласился участвовать в состязании, а Черепаха попросила отложить его на десять месяцев. На следующий день, втайне от Орлана, Черепаха отправилась к побережью за солью. Весь путь туда занял у неё пять месяцев, столько же отняла обратная дорога.
Соль Черепаха спрятала в своей хижине. По пути к побережью она договорилась со всеми встреченными черепахами о том, что, если Орлан, пролетая, спросит: «Черепаха, ты здесь?» — то они крикнут в ответ: «Да, да, я здесь!» В назначенный день Орлан поднялся в воздух и полетел к морю. Время от времени он спрашивал: «Нгу ико?» — и везде получал заготовленный ответ. Орлан был очень удивлён, увидев, что Черепаха не уступает ему в скорости передвижения, и ещё больше поразился, прилетев на берег моря и увидев там Черепаху, собирающую соль. Орлан быстро набрал соли и полетел обратно, не подозревая, что Черепаха, которую он оставил на берегу, вовсе не была его соперником. Орлан торжествовал, он был уверен в победе. В четыре часа пополудни настоящая Черепаха увидела в небе точку — это приближался Орлан. Она вышла из укрытия, где пряталась весь день, отправилась в деревню и объявила там о своём возвращении с побережья и протянула отцу девушки мешочек с солью.
Орлан же, прилетев в деревню и обнаружив, что его обвели вокруг пальца, «очень рассердился и в гневе улетел прочь». Отец девушки, Мукамба, сказал Черепахе: «Это правда, ты выиграла; но если я отдам тебе свою дочь в жёны — найдёте ли вы безопасное жилище? Орлан так рассержен, что, наверняка, найдёт и убьёт тебя…» — «О, всё в порядке; не тревожься о моей безопасности, — ответила Черепаха, — с этого дня я буду жить в воде, и Орлану никогда не найти меня» .

#### Ананси (паук) — популярный герой-трикстер
Персонаж западноафриканского фольклора — Ананси (паук) — разительно отличается от Паука, о котором рассказывают в бантуязычных регионах и который связан с сотворением мира или действует как посредник между небом и землей. Так, в ангольской истории о сыне Киманавези, женившемся на дочери Солнца и Луны, говорится, что когда служанки Солнца спускались на землю, чтобы набрать воды, то поднимались и опускались они при помощи паутины. Племена Нижнего Конго верят, что Паук принёс с неба огонь .
Полный образ Ананси раскрылся в фольклоре; недаром существует пословица ашанти — «Нет сказки без Ананси». Вокруг образа Ананси группируются целые циклы рассказов, в которых, кроме него действуют также члены его семьи — женщина (чаще всего имеет имя Асасе Йа) и сыновья, верховный бог Ньяме, различные звери, люди и так далее.
Общепризнанной отличительной особенностью Паука является его речь. У хауса он шепелявит и говорит «шаки» вместо «саркин» (вождь), «дойна» вместо «дройна» (гиппопотам) и так далее. Жители Золотого Берега говорят, что Паук гнусавит .
В мифологии акан Ананси выступает как культурный герой (демиург). Чаще Ананси — типичный трикстер, то есть хитрец, который находится вне зла и добра, осуществляя свои козни ради самой хитрости.

##### Сказка о жадности Ананси
Паук, несмотря на свою смекалку и изобретательность, отнюдь не всегда выходит победителем. Подтверждением тому может служить следующая сказка, рассказываемая хауса, а также — в другой вариации — племенем из Ганы.
У жены Паука была корова, которую Паук — всегда страдающий от неутолимого голода — хотел съесть. Но он не мог тронуть корову (этот африканский обычай часто обходят вниманием) без разрешения жены, которое она вовсе не намерена была давать. Тогда Паук притворился больным и пожелал, чтобы жена проконсультировалась у некоего одноглазого знахаря, которого можно было найти в месте, указанном Пауком. Когда жена ушла, Паук закрыл один глаз повязкой, отправился коротким путём через заросли и пришёл на место раньше жены. Не узнав мужа, жена Паука приняла его за знахаря, уплатила вознаграждение и сказала, что пришла посоветоваться по поводу своего мужа, который был серьёзно болен. Паук сказал, что пациент не поправится, если «она не отдаст ему свою корову; Паук должен отвести корову в заросли, где его никто не увидит, даже мухи, и там заколоть её». (Упоминание о мухах, — считает рассказчик, — свидетельствует о крайней жадности Паука: он не согласен пожертвовать даже крошечным кусочком мяса.) Жена вернулась домой и нашла мужа в постели. Притворяясь больным, тот громко стенал. Как и следовало ожидать, Паук выразил желание немедленно принять предписанное лекарство, а когда жена сказала, что он слишком слаб, чтобы встать с постели, Паук заявил, что если не сможет идти, то поползёт за коровой. Фактически, он уже чувствовал себя настолько хорошо, что смог вылезти из постели и поймать корову… Долго шли Паук, его жена и сын через заросли, пока не нашли подходящее место, где можно было бы заколоть корову. Наконец, проголодавшийся Паук заколол корову, освежевал её, а затем, думая, что алый закат, видневшийся сквозь заросли, — это горящий вдалеке костёр, отправил сына за головнёй, чтобы они могли зажарить мясо. Пока сын пробирался через заросли, солнце село, но он по-прежнему видел алое пятно, которое принимал за огонь. На самом же деле это была открытая пасть демона зарослей, известного как Додо. Мальчик пытался зажечь от предполагаемого огня пучок сухой травы, когда над его головой внезапно раздался голос: «Кто ты такой?» — спросил Додо. Трясясь от страха, мальчик смог вымолвить только: «Мой отец приглашает вас», — тогда Додо встал и последовал за ним. Раздосадованный вторжением непрошеного гостя, Паук довольно резко спросил: «Кто тебя звал?» — Додо сказал: «Твой сын позвал меня». Паук готов был ударить сына, но Додо сказал: «Не бей его». — Паук сдержался, отрезал кусок мяса и отдал его Додо, но тот выказал удивление: «И ради такой малости друг позвал друга? Не мешало бы добавить». И так далее и так далее, пока Додо не забрал себе всё мясо.
Но, даже забрав всё мясо, Додо не был удовлетворён, а на замечание Паука, что у него больше ничего нет, сказал: «Если ты предложишь мне себя, я не откажусь». Паук, игнорируя этот прозрачный намёк, отдал Додо сначала сына, потом жену, — которых Додо запрятал в мешок из слоновьей кожи, куда до этого уже положил мясо. Потом Паук принялся собирать молодые тыквы, росшие поблизости, но и опустошив всё поле, не смог заполнить мешок, а продовольственные ресурсы меж тем уже истощились. Тогда Додо открыл мешок и сказал: «Полезай-ка сюда», — и Паук, вздыхая, полез в мешок.
Затем Додо завязал мешок, закинул его на спину и отправился через лес, ища удобное место, где можно было бы развести огонь и зажарить добычу. Вдруг из зарослей вышел Верблюд; он шествовал словно вождь, сопровождаемый длинной процессией, поющей ему хвалу; верблюд прошёл мимо, не обратив внимания на Додо. Вскоре появился Козёл, тоже окруженный свитой; и он прошествовал мимо, не сказав ни слова. Потом из зарослей вышла Крыса; она уже тоже было прошла мимо, но кто-то из окружавших её животных обратил внимание на поклажу Додо. Крыса, — несомненно, уже имевшая опыт общения с Додо, — остановилась и поинтересовалась, что у Додо в мешке. Додо, не желая делиться добычей, поспешил проглотить Крысу, но той удалось трижды выйти невредимой из разных частей тела Додо. Потом Додо упал на землю и умер. Крыса развязала мешок, и оттуда вышли Паук, его жена и сын. Услышав историю Паука, Крыса сказала: «Ничтожество, забирай своё мясо и ступай домой. Аллах был добр к тебе сегодня», — и с тем отбыла. Паук же, пропустив её слова мимо ушей, собрал мясо, которого чуть не лишился, и отправился домой, а потом ещё послал своих слуг за телом Додо, которого счёл съедобным .

## Мифы о магии и колдовстве

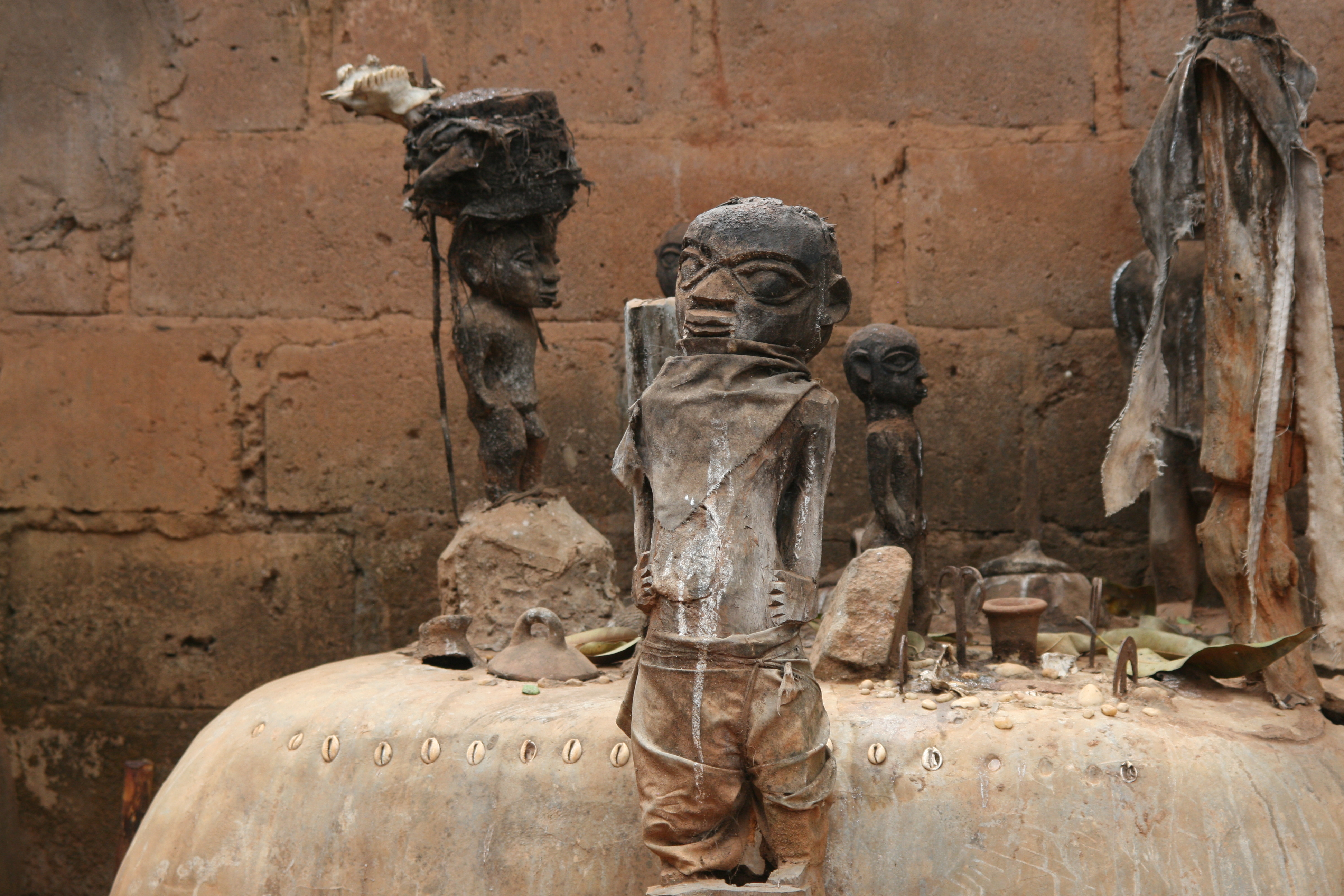
Алтарь вуду

Истории о колдунах, как таковых — нетипичны для Африки; у банту они встречаются довольно редко, несмотря на то, что вуду, — очень популярное среди тёмнокожего населения Вест-Индии, — образовались из магических практик африканских колдунов .
Обычно колдун в мифологии африканцев рассматривается как сверхъестественное, аномальное существо. Хауса считают, что убив колдуна нужно уничтожить его тело полностью (существует много историй о сожжении колдунов, имеющих под собой реальную почву), поскольку даже одна капля его крови может убить выбранную жертву . Вторая особенность колдунов — это то, что у них по всему телу множество ртов, которые появляются по их желанию. В чага, ириму (о котором уже упоминалось выше) — это оборотень-леопард, в человеческом облике со ртом на затылке .
Также колдуны имеют власть над некоторыми животными: совой, гиеной, леопардом, львом, шакалом, змеёй и так далее. Зулу верят, что абатагати (колдуны) посылают павианов и диких кошек с «воровскими поручениям»; нередко такими «слугами» являются оживлённые покойники умкову (зомби, у народов банту 'нзамби'). Появление умкову в краали — плохая примета, потому что предвещает человеческую смерть . Кроме этого, колдуны якобы умеют танцевать в воздухе, перемещаться свободно в пространстве, гипнотизировать, хорошо разбираются в ядах. Питаются колдуны, по верованиям африканцев, человеческой плотью (недавно умерших), чтобы прибавить себе силы, мудрости, храбрости и так далее.
Африканцы верят, что животные также умеют превращаться в людей, как и люди в животных. Нередко такие животные-оборотни приходят в человеческие сёла и женятся на человеческих женщинах и приводят их в свои деревни, где живут такие же оборотни. Единственное их желание — съесть девушку, но обычно им мешает это сделать брат или сестра главной героини или доброе животное . В Восточной Африке верят, что ванг (колдуны) имеют привычку стучать в ночи в дверь обычных людей, чтобы те открыли. Гипнозом колдуны заставляют людей идти в лес, где колдуны их убивают .
Юную девушку, недавно вышедшую замуж за человека, жившего вдали от её дома, однажды ночью разбудила свекровь. Она повела девушку в лощину, где та увидела людей, «а также призраков, павианов и многих других животных». Свекровь принесла с собой два посоха — чёрный и коричневый. Приказав собравшимся сесть, она махнула в их сторону чёрным посохом — и они умерли; затем, она махнула коричневым посохом — и все вернулись к жизни. Потом колдунья протянула посохи невестке и велела проделать то же самое. Девушка махнула «тем посохом, что убивает» — и бросилась домой, чтобы рассказать обо всём мужу. Поутру, вождь деревни созвал жителей и обнаружил, что многие хижины пусты; тогда он отправился со своей женой к месту ночного шабаша — и нашёл там лежащих без чувств людей. Свекровь девушки взмахнула коричневым посохом — и все они ожили. Девушка же — вернулась к родителям, которым заявила: «Меня выдали замуж в деревню колдунов; они и меня пытались научить колдовать». Узнав об уходе невестки, свекровь очень рассердилась — и следующей же ночью отправила за девушкой обе (сказочное животное огромных размеров). Напрасно девушка пыталась разбудить родителей и других людей в краале — колдуны вытащили её из хижины и жестоко избили своими посохами. Обе принёс девушку в хижину — и утром родители увидели, что всё тело дочери распухло и покрыто синяками. То же случалось ещё дважды, а на четвёртый раз — вооружённые мужчины, притаившиеся в засаде по приказу знахаря, убили обе. На следующее утро, в деревню пришла колдунья и попросила отдать ей шкуру обе, но встретила отказ. Вскоре, колдунью изгнали из её собственной деревни — и она «ушла навсегда» .

## Взаимовлияние африканской и евроазиатской мифологий в мировой культуре
В Восточной Африке широко распространены сказки из известного сборника «1001 ночи». Очевидно, это влияние соседних арабских племён на коренное население Африки . Некоторое влияние на развитие фольклора Восточной Африки имела и Индия. Историю об «Осле мойщика» можно проследить до «Сумсумара джатака», а корни сказки «Груды золота» следует искать в «Ведаббха джатака» .

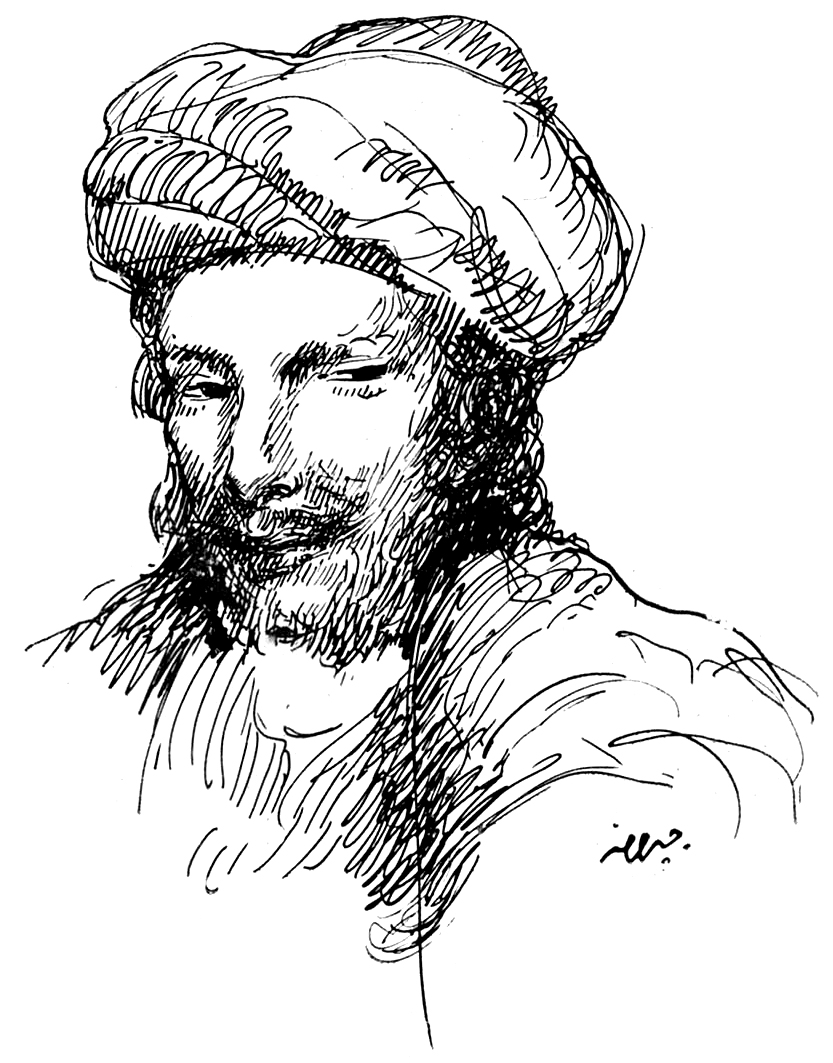
Абу Нувас — известный, как Банаваси

Арабские истории об Абу Нувасе (хитрец-трикстер, как и Джоха) смешались с традиционными африканскими мифами и сказками о Зайце. На суахили Абу Нувас называют Банаваси. Это имя также служит эпитетом для Зайца. Харун ар-Рашид становится просто «султаном» или «вождем», а в Мозамбике этот персонаж превратился в португальского губернатора Мозамбика .
Нередко в африканских мифах переплетаются христианские и мусульманские верования (например, в предыдущем разделе Крыса говорил о Аллахе). Из так называемых «современных» мифов историй, появились сравнительно давно. Например, появление христианства в племени Буу народа покомо. Элис Вернер уверяла, что она так и не смогла познакомиться с женщиной, когда-то давно стала свидетелем тех происшествий. Это племя во второй половине XIX века деградировало из-за распространения пьянства среди населения. Из сока некоторых видов пальм племя готовило алкогольный напиток; количество этих пальм, через надрезы на стволах которых добывали сок, постепенно уменьшалось. И вот однажды одного представителя племени, по имени Мпембе, посетил белокожий человек, одетый в длинные белые одежды; волосы у него были длинными, как у европейских женщин. Он сказал Мпембе, который, будучи знахарем, имел некоторый вес в племени, что он должен убедить своих соплеменников оставить свои греховные привычки. Мпембе повиновался, но увещевания его принесли незначительный результат. Сперва люди подняли его на смех, потом испугались и сделали вид, будто вняли голосу разума; на деле же — многие из них втайне продолжали предаваться порокам. Тогда незнакомец посетил Мпембе вторично и осыпал его такими суровыми упрёками, что тот чуть не умер от страха.
Очевидцами странного видения стали три юные девушки, которые на рисовых полях отгоняли птиц от созревающих колосьев. Этот человек сообщил, что в последний раз предупреждает племя покинуть греховный путь — иначе они будут наказаны. Жертвой его гнева стал пьяница, который хотел взобраться на пальму и не послушал запрета этого человека; затем он приказал, чтобы тело умершего забрали. После этих слов началась буря, и человек поднялся в небо. А Мпембе в это время якобы получил сверхъестественное послание, о том, что случилось с тремя девушками; он сообщил об этом людям и сказал, что надо поспешить туда и забрать домой напуганных девушек. Даже это предупреждение не помогло. Наконец, река Тана сменила место течения, и племя Буу вынуждено было покинуть плодородные земли. Затем на территории Буу погибли все пальмовые деревья, из которых изготовляли алкогольный напиток.
О возникновении этой истории существует несколько версий: по одной, эта история была придумана каким-то бродячим монахом-миссионером; по другой, эта история — продукт народного мифотворчества, подвергшаяся воздействию христианского вероучения ещё до основания миссии Нейкирхен в 1887 году .

### Африканская мифология в искусстве
- Пабло Пикассо в картине «Авиньонские девушки» использовал мотивы африканской маски; экспонировалась на одной из выставок;
- В скульптуре и картинах Макса Эрнста также много аллюзий на произведения африканского искусства;
- Некоторые работы Фернана Леже, в том числе его гобелен «Сотворение мира» из музея Бьо в Провансе, свидетельствуют о хорошей осведомлённости автора об африканских масках. На гобелене изображена маска Гули Баиле с рогами[99].

#### Кинематограф
- Мультипликационный фильм, созданный по мотивам западноафриканских сказок: «Кирику и колдунья» (Франция, 1998);
- Мультипликациний фильм, мидквел: «Кирику и дикие животные» (Франция, 2005)[100];
- Мультипликационный фильм: «Паучок Ананси» (СССР, 1970)[101].